# متحف دالاس للفنون
متحف دالاس للفنون (DMA) هو متحف فني يقع في منطقة الفنون بوسط مدينة دالاس، تكساس، على طول طريق وودال رودجرز السريع بين سانت بول وهاروود. في السبعينيات، انتقل المتحف من موقعه السابق في فير بارك إلى منطقة الفنون. تم تصميم المبنى الجديد من قبل إدوارد لارابي بارنز وجون ماي لي أسوشيتس، الحائز على الميدالية الذهبية للمعهد الأمريكي للمهندسين المعماريين لعام 2007.  امتد تشييد المبنى على مراحل على مدى عقد من الزمان.
تتكون مجموعة المتحف من أكثر من 24000 قطعة، يعود تاريخها إلى الألفية الثالثة قبل الميلاد وحتى يومنا هذا. تشتهر بسياسة العرض الديناميكية، والبرامج التعليمية. تحتوي مكتبة ميلدريد آر وفريديريك مايير (مكتبة الأبحاث غير المتداولة في المتحف) على أكثر من 50000 مجلد متاح للقيسار وعامة الناس. بمساحة 159,000 قدم مربع (14,800 م2) من مساحات العرض، وهي واحدة من أكبر المتاحف الفنية في الولايات المتحدة.

## تاريخ

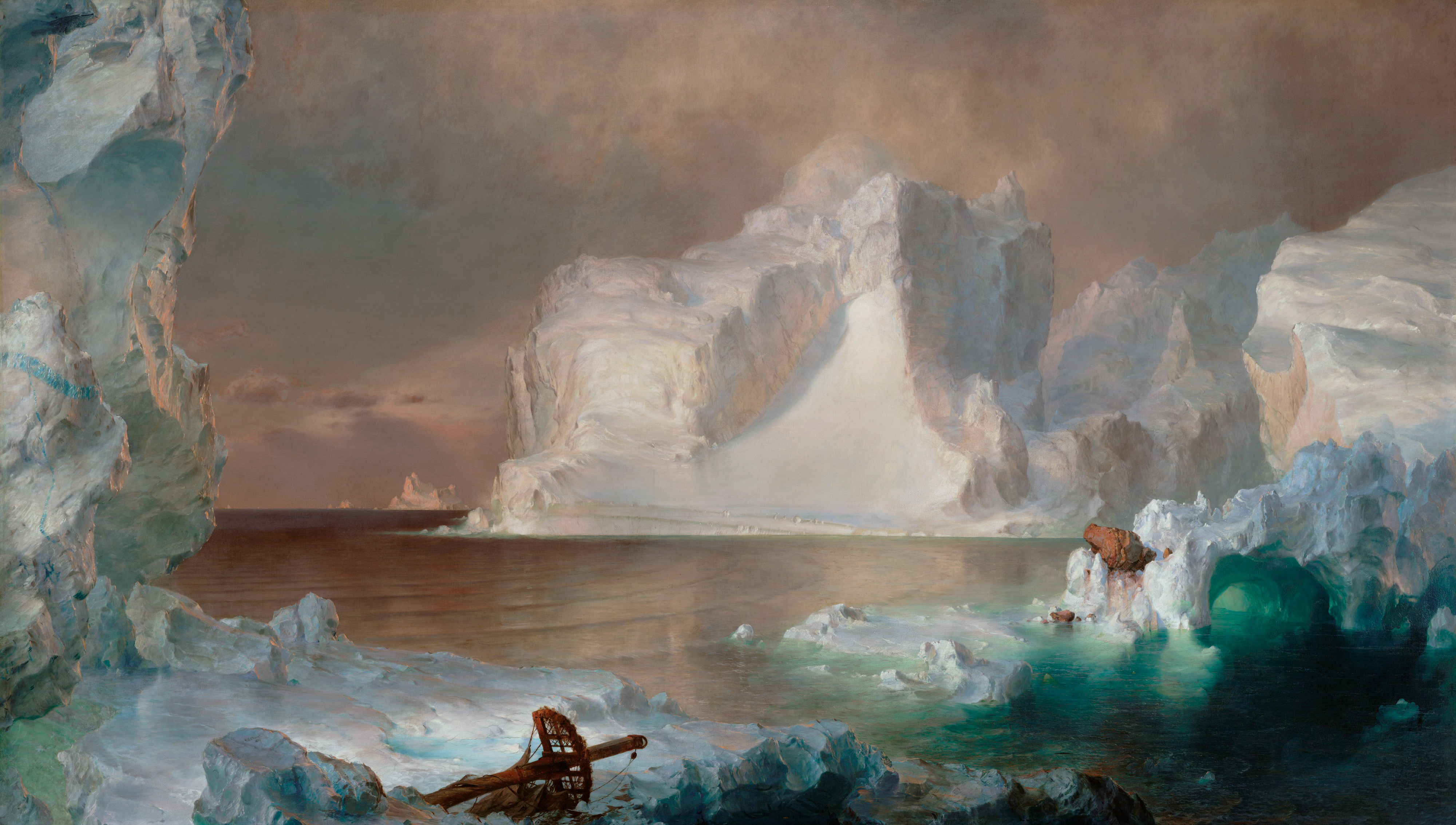
كنيسة فريدريك إدوين، الجبال الجليدية، 1861

بدأ تاريخ المتحف مع إنشاء جمعية دالاس للفنون في عام 1903، والتي عرضت في البداية لوحات في مكتبة دالاس العامة. رأى فرانك روغ، فنان من تكساس، في المكتبة الجديدة فرصة لعرض الأعمال الفنية. أيدت هذه الفكرة ماي ديكسون إكسال، الذي كان أول رئيس لمكتبة دالاس العامة. كانت نيتها ما يلي: «تقديم الاهتمام الفني والتعليم من خلال المعارض والمحاضرات، وتشكيل مجموعة دائمة، ورعاية أعمال الفنانين المحليين، والتماس دعم الفنون من الأفراد والشركات، وتكريم المواطنين الذين يدعمون الفنون.»
بدأت مجموعات المتحف في النمو من هذه اللحظة فصاعدًا. سرعان ما أصبح من الضروري إيجاد منزل دائم جديد. تم نقل المتحف، الذي أعيدت تسميته إلى متحف دالاس للفنون الجميلة في عام 1932، إلى منشأة آرت ديكو جديدة داخل فير بارك في عام 1936، بمناسبة معرض تكساس المئوية. تم تصميم هذا المرفق الجديد من قبل كونسورتيوم من المهندسين المعماريين في دالاس بالتشاور مع بول كريت من فيلادلفيا. لا يزال من الممكن زيارة هذا المبنى.

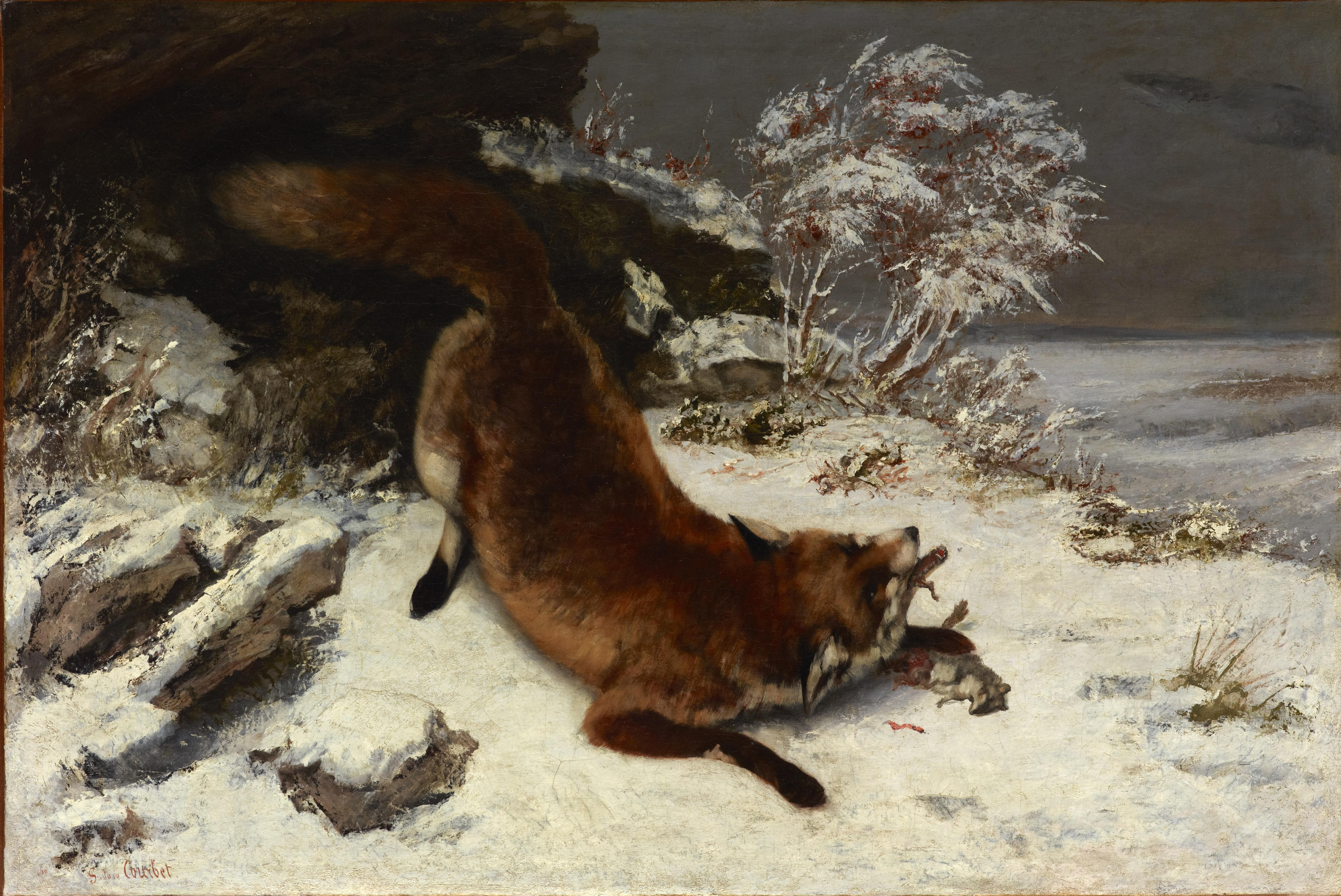
غوستاف كوربيه، الثعلب في الثلج، 1860

في عام 1943، أصبح جيري بايواترز، الفنان والأستاذ في جامعة ساوثرن ميثوديست، مديرًا للمتحف، وهو المنصب الذي شغله على مدار الواحد والعشرين عامًا التالية. أعطى بايواترز إحساسًا بالهوية والمجتمع للمتحف، تم الحصول على روائع انطباعية وتجريدية ومعاصرة، وأكد على هوية المتحف في تكساس. يتم تمثيل هذه الهوية اليوم من خلال أعمال ألكسندر هوغ وأولين هيرمان ترافيس وبايووترز نفسه وآخرين.
أثبتت الخمسينيات من القرن الماضي أنها كانت فترة مضطربة لمتحف دالاس للفنون وبايواترز، حيث نشأت حركة محلية لتطهير المتحف من القطع الفنية لفنانين «شيوعيين»، مثل بابلو بيكاسو، الذي تم حظر عمله.
في عام 1963، اندمج متحف دالاس للفنون الجميلة مع متحف دالاس للفن المعاصر، الذي كان مديره للسنوات الأربع الماضية دوغلاس ماكاجي. في عام 1964، أصبح ميريل سي. روبيل مديرًا للمتحف المدمج حديثًا. تم بعد ذلك وضع المجموعات الدائمة للمتحفين داخل منشأة متحف دالاس للفنون، وفجأة احتفظت بأعمال مهمة لبول غوغان وأوديلون ريدون وهنري ماتيس وبيت موندريان وجيرالد مورفي وفرانسيس بيكون. في عام 1965، أقام المتحف معرضًا بعنوان The Art of Piet Mondrian وآخر بعنوان Sculpture: Twentieth Century.
بحلول أواخر السبعينيات من القرن الماضي، عززت المجموعة الدائمة الموسعة بشكل كبير وبرنامج المعارض الطموح الحاجة إلى منشأة متحف جديدة. تحت إشراف هاري باركر، كان المتحف قادرًا على الانتقال مرة أخرى، إلى مكانه الحالي، على الحافة الشمالية للحي التجاري بالمدينة (منطقة دالاس للفنون المعينة الآن). تم تمويل المنشأة البالغة قيمتها 54 مليون دولار، والتي صممها المهندس المعماري نيويورك إدوارد لارابي بارنز، من خلال انتخابات سندات المدينة لعام 1979، إلى جانب التبرعات الخاصة. تم تحفيز المشروع بشعار «مدينة عظيمة تستحق متحفًا عظيمًا»، وافتتح المبنى الجديد في يناير 1984.
يعد متحف دالاس للفنون جزءًا من شبكة متحف الآثار للرجال والنساء، التي أطلقتها مؤسسة آثار الرجال للحفاظ على الفن في عام 2021.

## المجموعات
تضم مجموعات المتحف  أكثر من 24000 عمل فني من جميع أنحاء العالم بدءًا من العصور القديمة إلى العصور الحديثة. يتم تصورها على أنها احتفال بقوة الإنسان في الخلق.

### الأفريقي
الأشياء الموجودة في المجموعة الأفريقية بالمتحف تأتي من غرب إفريقيا ووسط إفريقيا. يعود تاريخ القطع في المقام الأول من القرن السادس عشر إلى القرن العشرين، على الرغم من أن أقدم شيء هو تمثال نصفي من الطين نوك من نيجيريا يعود تاريخه إلى مكان ما بين 200 قبل الميلاد إلى 200 بعد الميلاد. تم إنشاء بعض الأعمال في المجموعة كرموز للقيادة والمكانة، بينما يعبر البعض الآخر عن مفاهيم تتعلق بدورة الحياة. تشمل أبرز مقتنيات المجموعة لوحة بنين من سبائك النحاس فوق الخشب تصور قائدًا محاربًا، ومدقة إيقاع سينوفو الخشبية المنحوتة من جنوب شرق مالي، وشخصية كونغو دائمة مرصعة بمسامير أو شفرات حديدية مدمجة بشكل طقسي.

### أمريكي
تتضمن المجموعة الفنية الأمريكية لوحات ومنحوتات وأعمالاً على الورق من الولايات المتحدة من الفترة الاستعمارية إلى الحرب العالمية الثانية، وفنًا من المكسيك وكندا. من بين المعالم البارزة في المجموعة جزيرة داك (1906) لشيلدي هسام، لايتهاوس هيل (1927) لإدوارد هوبر، ذا جنتلمان (1960) لأندرو ويث، باري تري ترانكز ويذ سنو (1946) لجورجيا أوكيف ورازور وشاهد بواسطة جيرالد مورفي (1924، 1925). واحدة من أهم القطع في المجموعة هي ذا آيسبيرغ (1861) لفريدريك إدوين تشيرش. لطالما تمت الإشارة إلى هذه اللوحة على أنها تحفة مفقودة. أعطت اللوحة للمتحف في عام 1979 نورما ولامار هانت. يحتوي متحف دالاس للفنون أيضًا على واحدة من أكثر مجموعات فن تكساس شمولية. يعود الفضل في ذلك إلى حد كبير إلى جيري بايواترز، مدير متحف دالاس للفنون من عام 1943 إلى عام 1964، والذي كان أيضًا أحد أعضاء دالاس ناين، وهي مجموعة مؤثرة من فناني تكساس. بالإضافة إلى اللوحات التي رسمها بايواترز، فإن متحف دالاس للفنون لديها أعمال روبرت جينكينز أونديردونك، وجوليان أونديردونك، وألكسندر هوغ، وكلارا ماكدونالد ويليامسون، وديفيد بيتس، ودوروثي أوستن، ومايكل أوين، وأولين هيرمان ترافيس.
تشتمل مجموعة متحف دالاس للفنون لفن البحر الأبيض المتوسط القديم على أشياء سيكلادية ومصرية ويونانية ورومانية وإترورية وبوليانية. أبرز ما في الفن المصري هو نقش من الحجر الجيري الملون لموكب حاملي القرابين من قبر ني-عنك-نسوت من 2575-2134 قبل الميلاد. تشتمل المجموعة اليونانية الأكثر شمولاً على تمثال رخامي لرجل من إغاثة جنائزية من 300 قبل الميلاد، ومنحوتات برونزية، وأشياء زخرفية، ومجوهرات ذهبية. يتم تمثيل فن روما القديمة بشكل لامرأة من القرن الثاني الميلادي وتابوت رخامي منحوت بنقش بارز مع مشهد معركة، ج. 190 م.

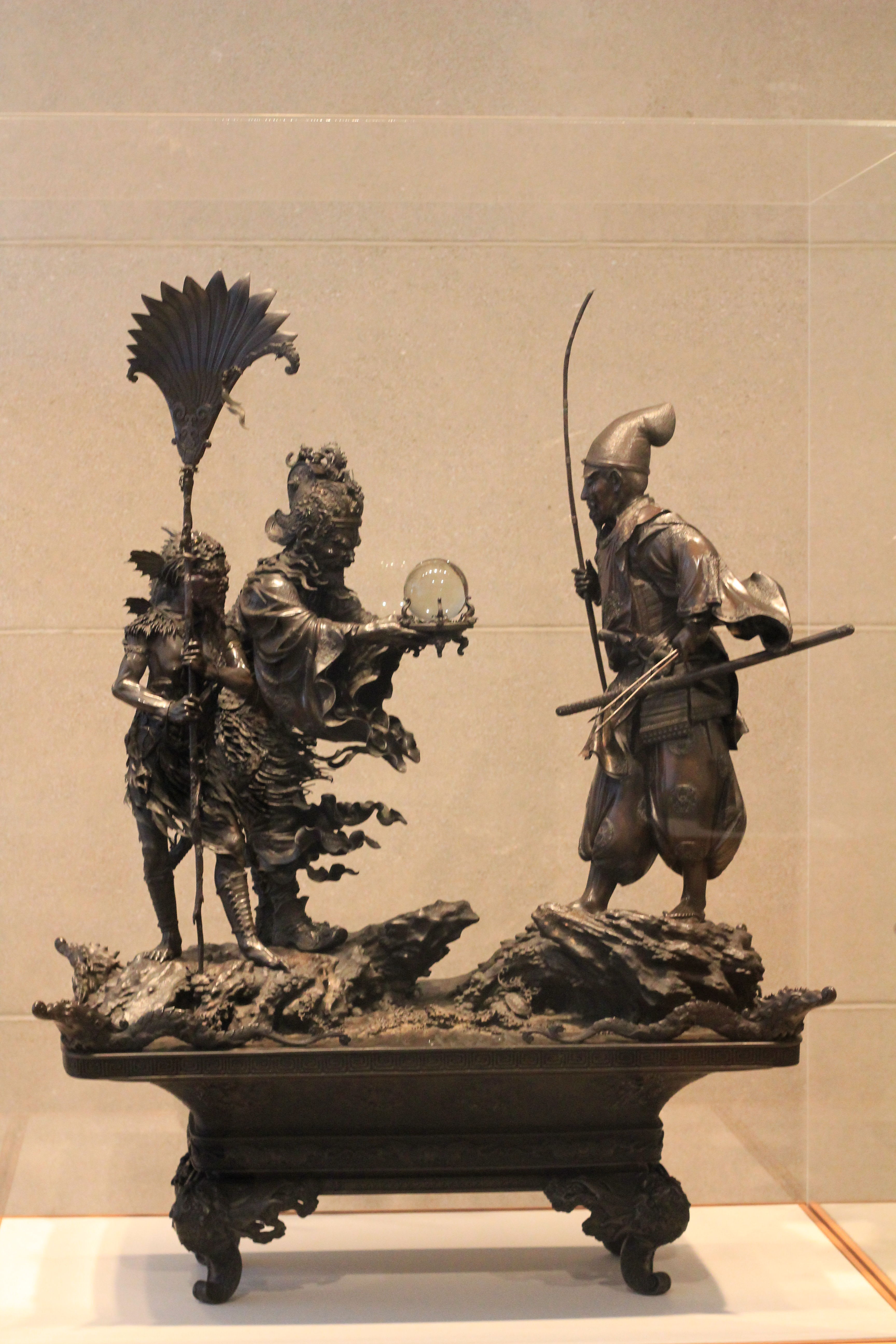
Takenouchi no Sukune يلتقي ملك التنين للبحر، ياباني، فترة ميجي، 1879 – 81

### آسيا
تتراوح مجموعات المتحف للفنون في جنوب آسيا من الفن البوذي الغاندي في القرنين الثاني والرابع بعد الميلاد إلى فنون الإمبراطورية المغولية في الهند من القرن الخامس عشر إلى القرن التاسع عشر. تشمل المعالم البارزة شيفا ناتاراجا البرونزية من القرن الثاني عشر وتمثيل الحجر الرملي من القرن العاشر للإله فيشنو باعتباره فارها برأس خنزير. كما تم تمثيل فنون التبت ونيبال وتايلاند.

### الفنّ المعاصر
يتم تمثيل العديد من الاتجاهات الفنية المهمة منذ عام 1945 في المجموعة الواسعة من الفن المعاصر بالمتحف، من التعبيرية التجريدية إلى فن البوب آند أوب، ومن التبسيط والمفاهيم إلى فن التركيب والتجميع وفن الفيديو. من بين الفنانين المعاصرين ضمن المجموعة الذين اشتهرت سمعتهم جيدًا جاكسون بولوك، ومارك روثكو، وفرانز كلاين، وجاسبر جونز، وروبرت راوشنبرغ، وبروس نومان، وروبرت سميثسون. من بين المصورين الممثلة في المجموعة سيندي شيرمان ونيقوسيا وتوماس ستروث ولين ديفيس. عندما تم افتتاح مرفق المتحف الحالي في منتصف الثمانينيات، تم تكليف العديد من الفنانين لإنشاء أعمال خاصة بالموقع خاصة لمتحف دالاس للفنون: ألسويرث كيلي وكلايس أولدنبورغ مع سيوسخ فان بروغين. في السنوات الأخيرة، أظهر المتحف اهتمامًا كبيرًا بجمع أعمال الفنانين الألمان المعاصرين مثل غيرهارد ريشتر وسيغمار بولك وأنسيلم كيفر.

### الفنون الزخرفية والتصميم
تضم المجموعات الموسعة للفنون الزخرفية والتصميم أكثر من 8000 عمل معظمها من أوروبا وأمريكا في وسائط مختلفة بما في ذلك الأثاث والسيراميك والزجاج والمنسوجات والأدوات المعدنية. من بين أقدم الأعمال في المجموعة المنسوجات الإسبانية من القرن السادس عشر، والخزف الصيني للتصدير في القرن السابع عشر، والأدوات المعدنية الأوروبية، بما في ذلك مجموعة هوبليتزل من الفضة الإنجليزية والأيرلندية. قطعتان فضيتان استثنائيتان هما الكأس والغطاء (1742) بواسطة صائغ الفضة بول دي لاميري وصهريج نبيذ ضخم (1761-1762) صممه أبراهام بورتال لفرانسيس هاستينغز، إيرل هانتينغدون العاشر. يشكل الأثاث الأمريكي من القرن الثامن عشر جوهر مجموعة فايث تشارلز. تعد مجموعة الفضة الأمريكية المشهورة عالميًا للقرنين التاسع عشر والعشرين من بين الأفضل من نوعها، مع أمثلة رئيسية من الشركات الرائدة في القرنين الماضيين بما في ذلك تيفاني آند كو، وشركة جورهام للتصنيع، وريد وبارتون، والفضة الدولية بالإضافة إلى منضدة الزينة الفضية الصلبة الفريدة (1899) التي صنعها جورهام لمعرض باريس العالمي لعام 1900، تشتمل الميزات الأخرى على سرير إحياء قوطي (حوالي 1844) مصنوع لهنري كلاي، خزانة جانبية من هيرتر براذرز (حوالي 1881- 82) لـ ويليام هنري فاندربلت، زوج من النوافذ الزجاجية الملون لويس كومفورت تيفاني (حوالي 1885-95) تصور مشهدًا تحت سطح البحر ومجموعة من حركة الفنون والحرف اليدوية والتصاميم الحديثة المبكرة بواسطة جوستاف ستيكلي، تشارلز روفل، كريستوفر دريسر، لويس ماجوريل وفرانك لويد رايت وآخرين. تشمل مقتنيات التصميم المعاصر أعمالًا استثنائية لـ إيتوري سوتزاس وزها حديد وريتشارد ماير والأخوة كامبانا ومجموعة مجوهرات تم تشكيلها حديثًا.
منذ عام 2014، أصبحت الفضة الصلبة لكارل أوتو تشيشكا «فيتجنشتاين فيترين» جزءًا رائعًا جديدًا من مجموعات متحف دالاس للفنون (1908، فيرنر ويركستيت).

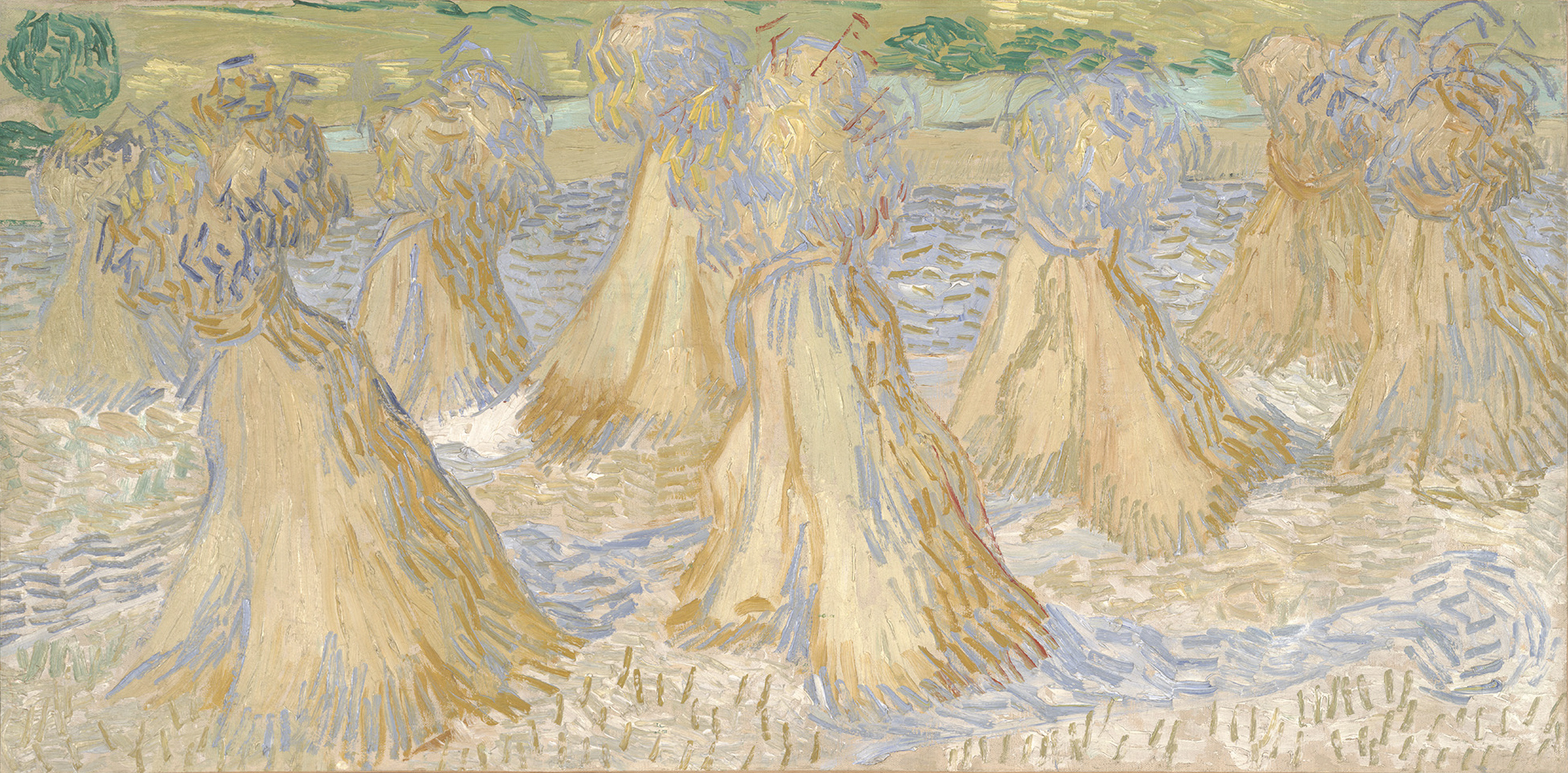
لوحة فنسنت فان جوخ، حزم القمح، 1890، متحف دالاس للفنون

### الأوروبي
بدأت مجموعة الفن الأوروبي في متحف دالاس للفنون في القرن السادس عشر. تشمل بعض الأعمال السابقة لوحات ل جوليو سيزار بروكاتشيني (إيس هومو، 1615-1618)، وبيترو باوليني (باشيك كونسرت، 1630)، ونيكولاس مينارد (الراعي فاوستولوس يجلب رومولوس وريموس إلى زوجته، 1654). يمثل فن القرن الثامن عشر فنانون مثل كاناليتو (منظر من فوندامينتا نوفا، 1772)، وجان بابتيست ماري بيير (اختطاف يوروبا، 1750)، وكلود جوزيف فيرنيه (منظر جبلي مع اقتراب العاصفة، 1775).
يضيف إعارة مجموعة مايكل روزنبرغ عمقًا إضافيًا إلى المجموعة الفرنسية في المتحف في القرن الثامن عشر. تبرز أيضًا مجموعة الفن الفرنسي في القرن التاسع عشر وبداية القرن العشرين. من بين الأعمال المهمة في هذه المجموعة صمت للنحات أوغست بريولت، فوكس إن ذا سنو لجوستاف كوربيه (1860)، نهر السين في لافاكورت لكلود مونيه (1880)، أنا رارو تي أوفيري لبول غوغان (1891)، الداخلية (1902)، Les Marroniers ou le Vitrail (1894) بواسطة إدوارد فولارد، والميناء (لو بورت)، 1912، بواسطة جان ميتزينجر.
مجموعة متزايدة من اللوحات الأوروبية في القرنين التاسع عشر والعشرين من الدنمارك، فريدريكسبورج بقلم مونلايت يوهان كريستيان داهل، بلجيكا، وفرة بواسطة ليون فريديريك، المناظر الطبيعية الإيطالية في ألمانيا لهانز توما، وسويسرا هالبردير بقلم فرديناند هودلر، تقدم رؤية أكثر شمولاً للفن مشهد لهذه الفترة. تتضمن مجموعة المنحوتات من الجزء الأول من القرن العشرين أعمالًا مهمة مثل كونستركتيد بواسطة نوم غابو، وثلاثة رجال يمشون بواسطة ألبرتو جياكوميتي، 1936، ووايت ريليف للرسام بين نيكولسون، ولوحة بداية العالم لكهنستانتين برانكوشي (1920)). مجموعة أعمال بيت موندريان جديرة بالملاحظة، مع أعمال مثل ذا ويندميل (1908) وسيلف بورتريه (1942) وبلاس دو لا كونكورد (1938-1943).

### ما قبل كولومبوس
يحتوي المتحف على مقتنيات مهمة من الفن الأمريكي القديم. تغطي المجموعة أكثر من ثلاثة آلاف عام، وتعرض المنحوتات والمطبوعات والتراكوتا والأشياء الذهبية. ومن بين الأشياء البارزة الأخرى قطع ذهبية من بنما وكولومبيا وبيرو ورأس الإله تلالوك (المكسيك، القرنين الرابع عشر والسادس عشر).

### مجموعة ويندي وإيمري
مجموعة Wendy and Emery Reves. في عام 1985، تلقى متحف دالاس للفنون هدية من ويندي ريفيس تكريما لزوجها الراحل الناشر إيمري يفيس. تقع مجموعة ريفيس في نسخة متقنة تبلغ مساحتها 15000 قدم مربع (1400 متر مربع) لمنزل الزوجين في فرنسا، فيلا لابوسا، حيث تم عرض الأعمال في الأصل في الموقع. تم بناء لابوسا من قبل مصمم الأزياء كوكو شانيل في عام 1927، ويتم الاحتفاظ ببعض الأثاث الأصلي في سياقه. من بين 1400 لوحة ومنحوتات وأعمال على الورق جمعها إيمري ريفيس أعمال لفنانين انطباعيين وما بعد انطباعيين وأوائل حداثيين، بما في ذلك بول سيزان، أونوريه دومير، إدغار ديغا، بول غوغان، إدوارد مانيه، كلود مونيه، كاميل بيسارو وأوغست رينوار وهنري دي تولوز لوتريك وفينسنت فان جوخ. تشمل مجموعة رائعة للغاية من منحوتات أوغست رودان قوالب برونزية رفيعة للغاية، ورخام نادر مثل النسخة الأولى من سيرينز، وقطعة فريدة من نوعها للشاعر والحياة التأملية من عائلة فيرناي، وحتى قطعة شمعية أصلية غير عادية. مجموعة مصاحبة واسعة من أعمال الفنون الزخرفية تشمل الخزف الصيني التصدير؛ أثاث أوروبي السجاد الشرقي والأوروبي. أعمال الحديد والنحاس والفضة. الزجاج الأوروبي والكتب النادرة. ويوجد في الجناح أيضًا تذكارات عن صداقة ريفيس مع رجل الدولة الإنجليزي ونستون تشرشل، وهو ضيف متكرر في لابوسا.

## المعارض
يتميز الفن المعاصر + التصميم بالعديد من الأعمال من مجموعة متنوعة من الوسائط بما في ذلك رسم الرسم والتركيبات والمجوهرات وعناصر التصميم. المعرض متاح من 30 أغسطس 2020 إلى 7 مارس 2021 وهو معرض مجاني. يأتي العمل من أكثر من 11 دولة وتعرض الأشكال الأشكال الفريدة للمنحوتات الوظيفية والتجريبية.
أقيم معرض سيندي شيرمان في الفترة من 7 مارس 2013 إلى 9 يونيو 2013. وتتبع الاستطلاع بأثر رجعي مسيرة شيرمان المهنية من منتصف السبعينيات حتى الوقت الحاضر، في وقت المعرض. هي واحدة من أكثر الفنانات المعاصرات شهرة. وأظهر المعرض أعمالا من أعمال التخرج إلى اللوحات الجدارية الفوتوغرافية.
ديور: من باريس إلى العالم بدأ يوم 19 مايو 2019، وانتهى في 27 أكتوبر 2019. عُرض كريستيان ديور في المعرض مع خلفائه بما في ذلك إيف سان لوران، ومارك بوهان، وجيانفرانكو فيريه، وجون غاليانو، وراف سيمونز، وماريا غراتسيا كيوري. يتألف المعرض من 200 من فساتين الهوت كوتور، والإكسسوارات، والصور، والرسومات، وفيديوهات المدرج.

## الفعاليات المجتمعية

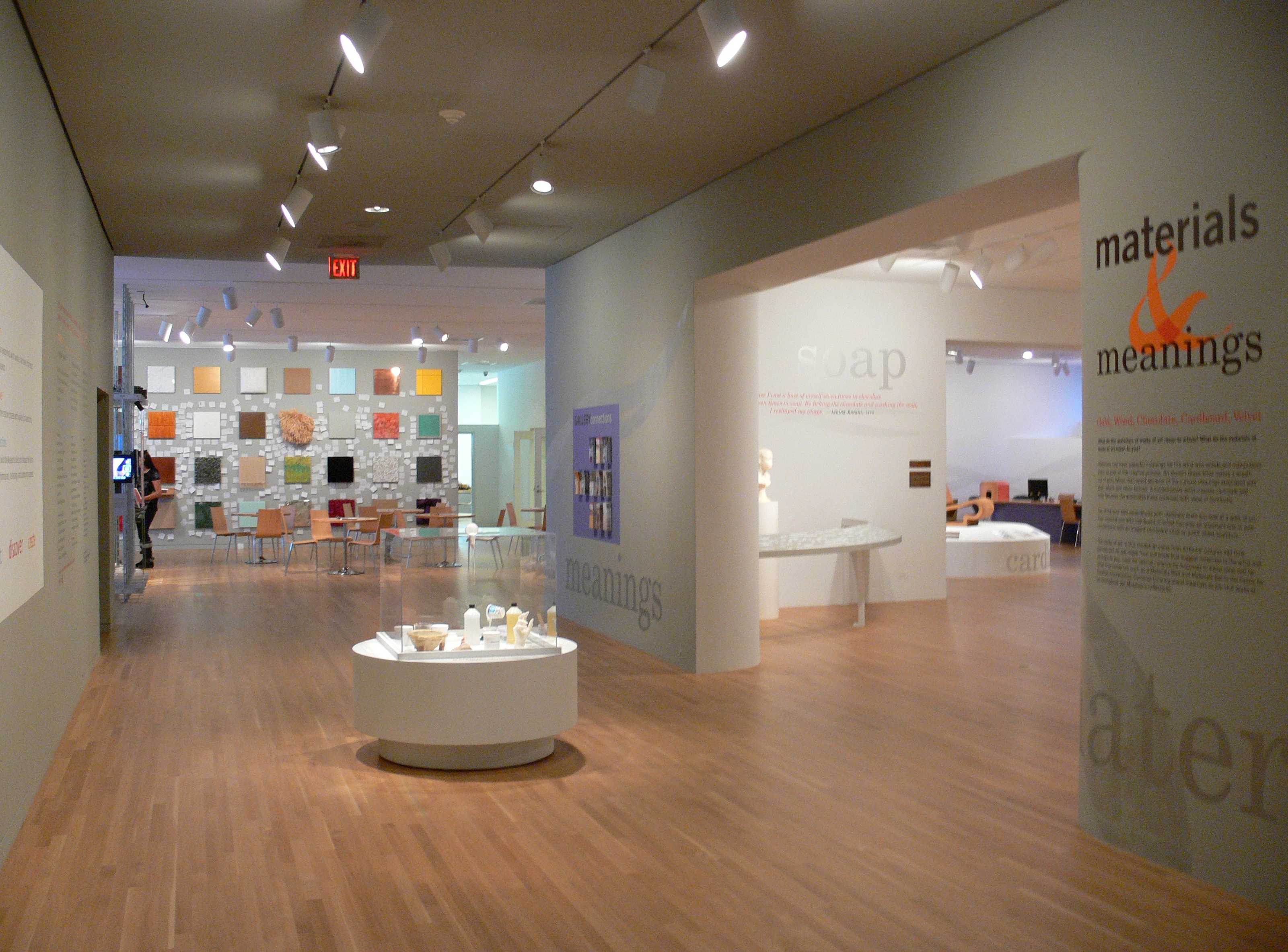
مركز الاتصالات الإبداعية

في عام 2008، عرض المتحف لأول مرة مركز الاتصالات الإبداعية (المعروف أيضًا باسم C3)، 12,000 قدم مربع (1,100 م2) مرفق لخبرات التعلم التفاعلي. يقدم المركز معارض تعرض مجموعات المتحف وردود فعل شركاء المجتمع والفنانين عليها. تشمل المساحات آرت ستوديو وتيك لاب والمسرح وأرتوروس نيست.
يستضيف المتحف أيضًا العديد من برامج التوعية المجتمعية على مدار العام، بما في ذلك:
- الليالي المتأخرة: يفتح المتحف مرة في الشهر حتى منتصف الليل مع العروض والحفلات الموسيقية والقراءات وعروض الأفلام والجولات والبرامج العائلية.
- آرتس أند ليترز لايف: سلسلة محاضرات تضم مؤلفين وممثلين ورسامين وموسيقيين مشهورين.
- ليلة الخميس الحية: كل مساء خميس تقام حفلات موسيقى الجاز الحية والعشاء والمشروبات في المقهى، ولقاءات الفنانين في مركز الاتصالات الإبداعية.

## إدارة
في عام 2013، أسس متحف دالاس للفنون الدخول المجاني وبرنامج العضوية المجانية.
في سبتمبر 2015، استقال ماكسويل أندرسون من منصبه كمدير، وخلفه والتر إلكوك، رئيس مجلس إدارة متحف دالاس للفنون.

## المجموعات الفنيّة

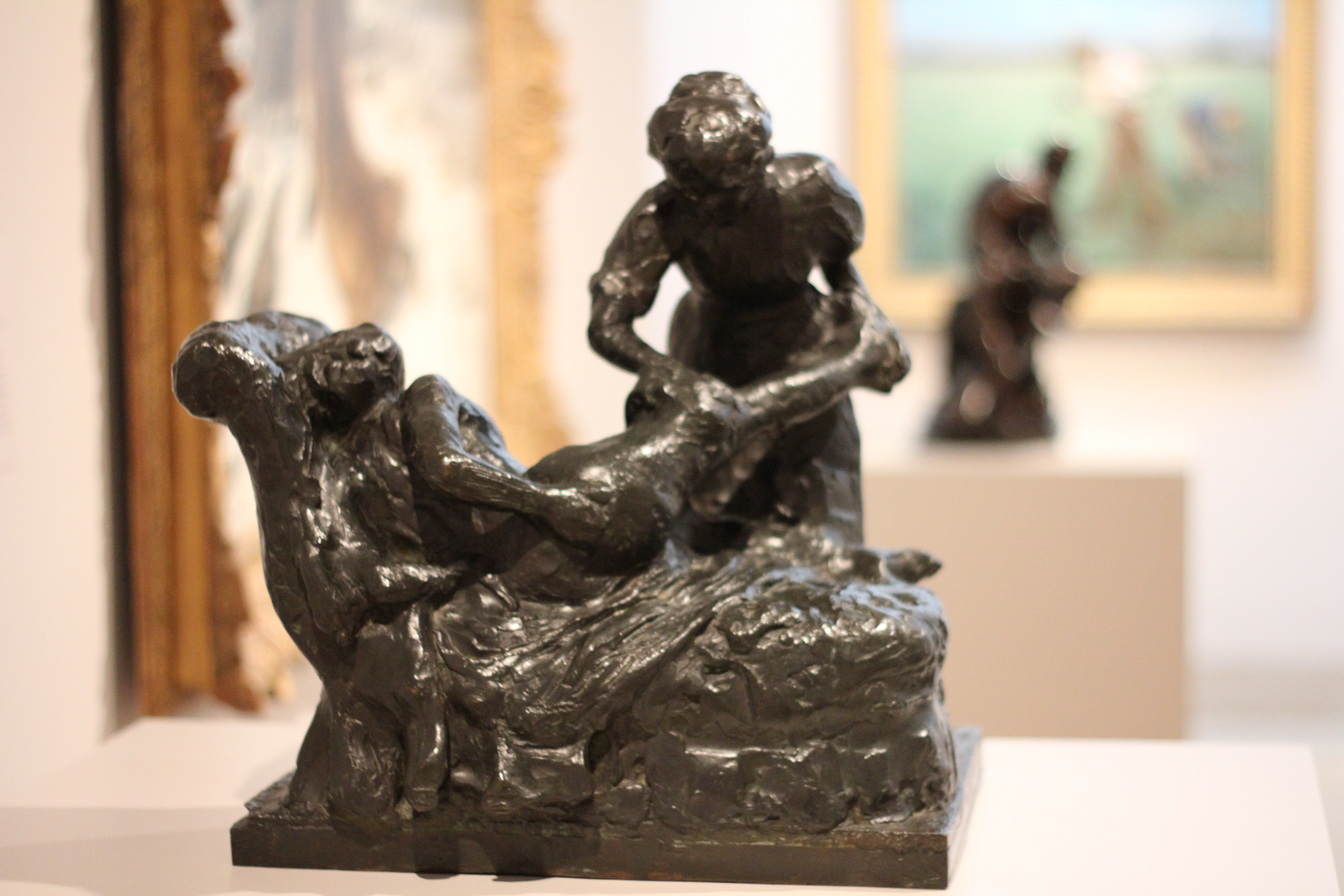
إدغار ديغا، المدلكة (بين 1896-1911)

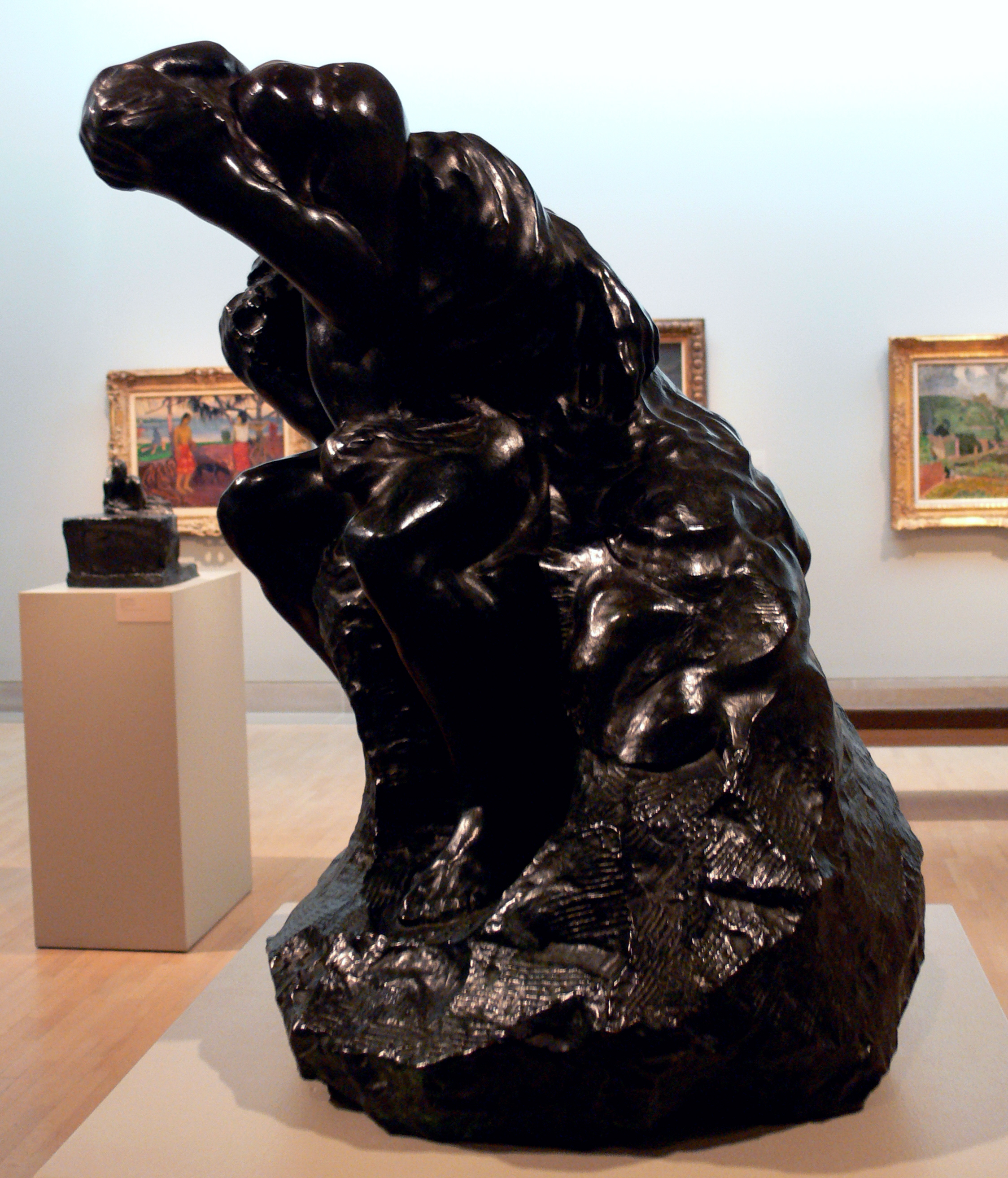
أوغست رودين، نحات وموسى له، 1893

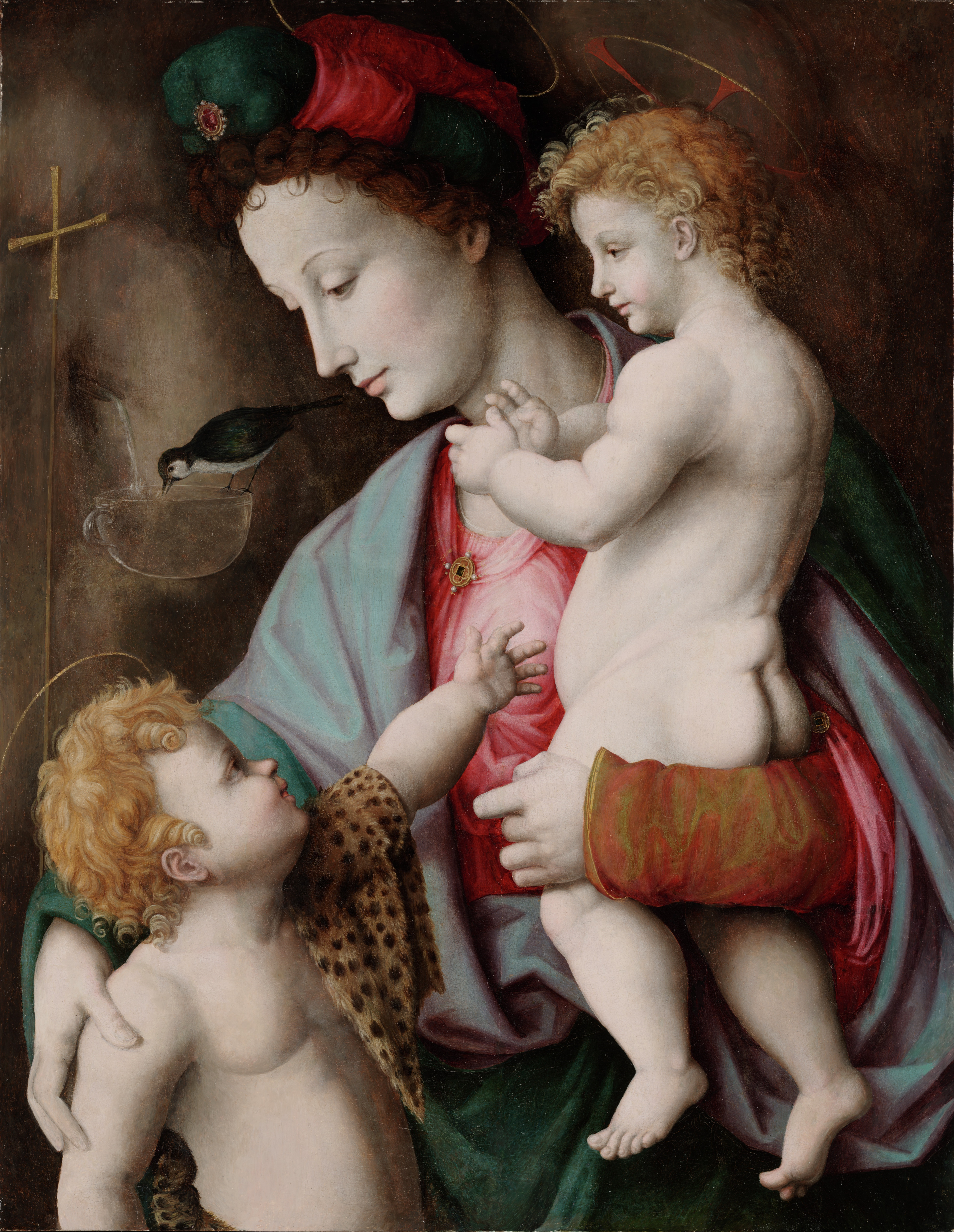
فرانشيسكو باتشياكا  [لغات أخرى]‏، مادونا والطفل مع القديس يوحنا 1525
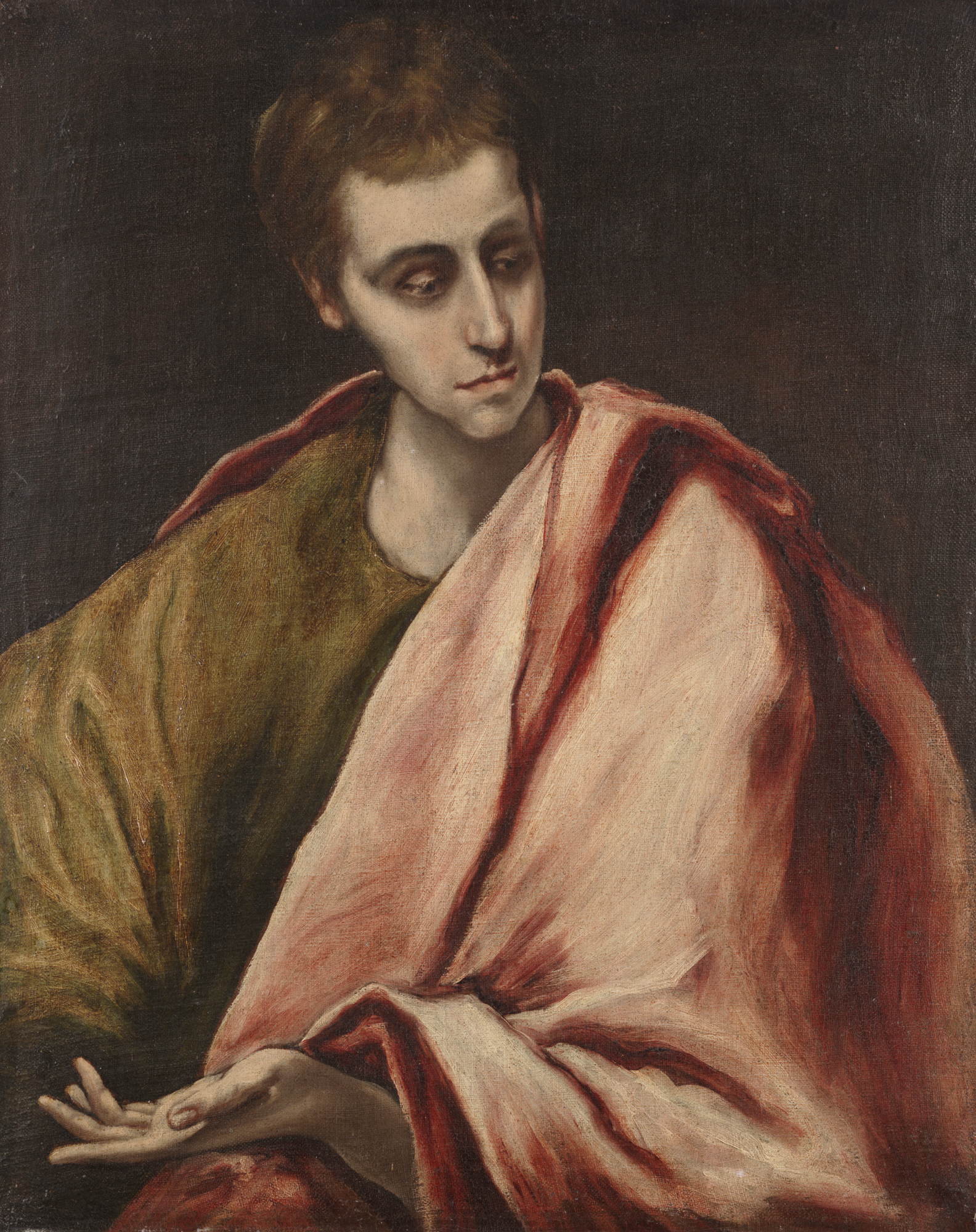
إل جريكو، سانت جون، 1590-1595
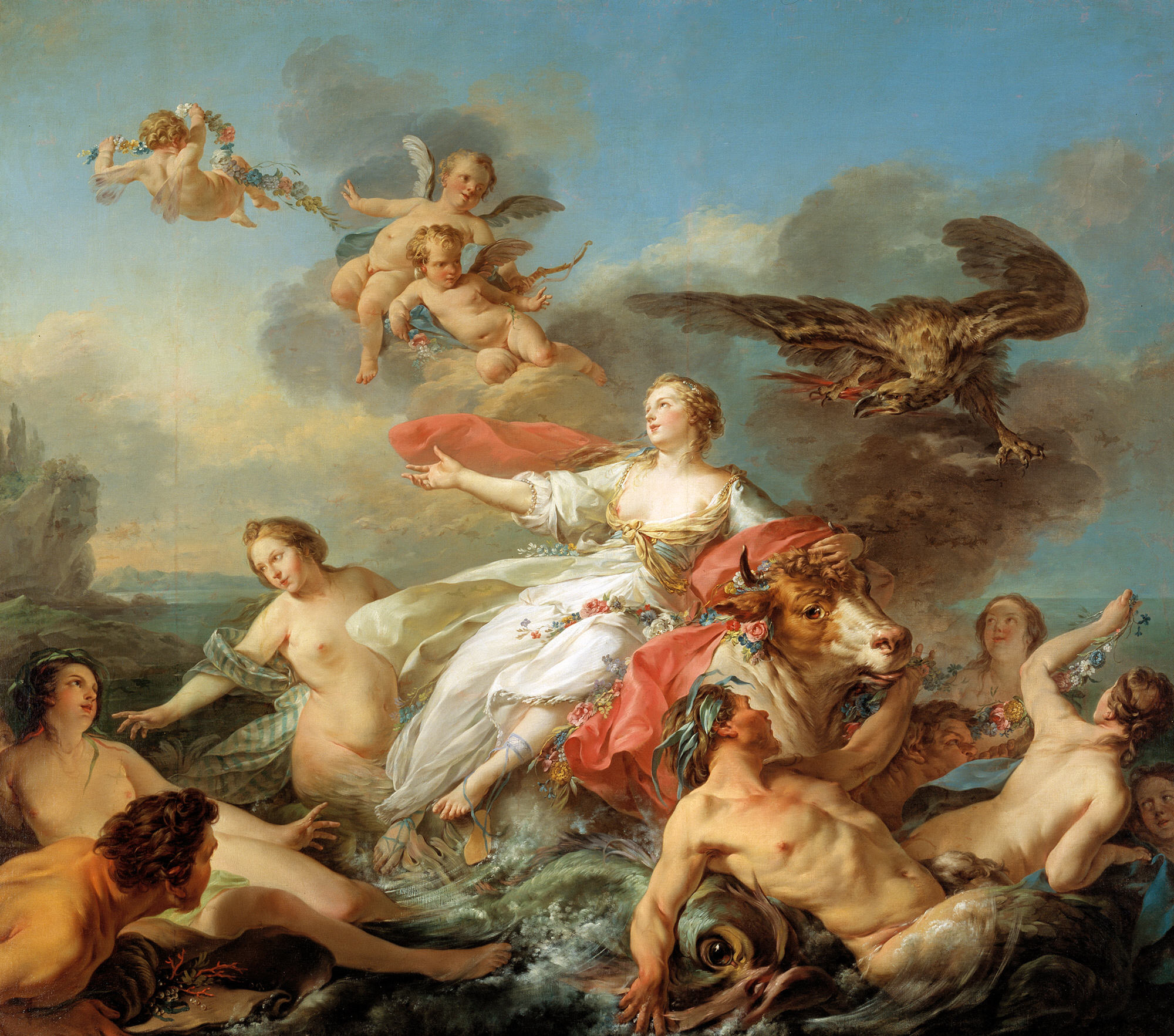
جان بابتيست ماري بيير، اختطاف أوروبا 1750
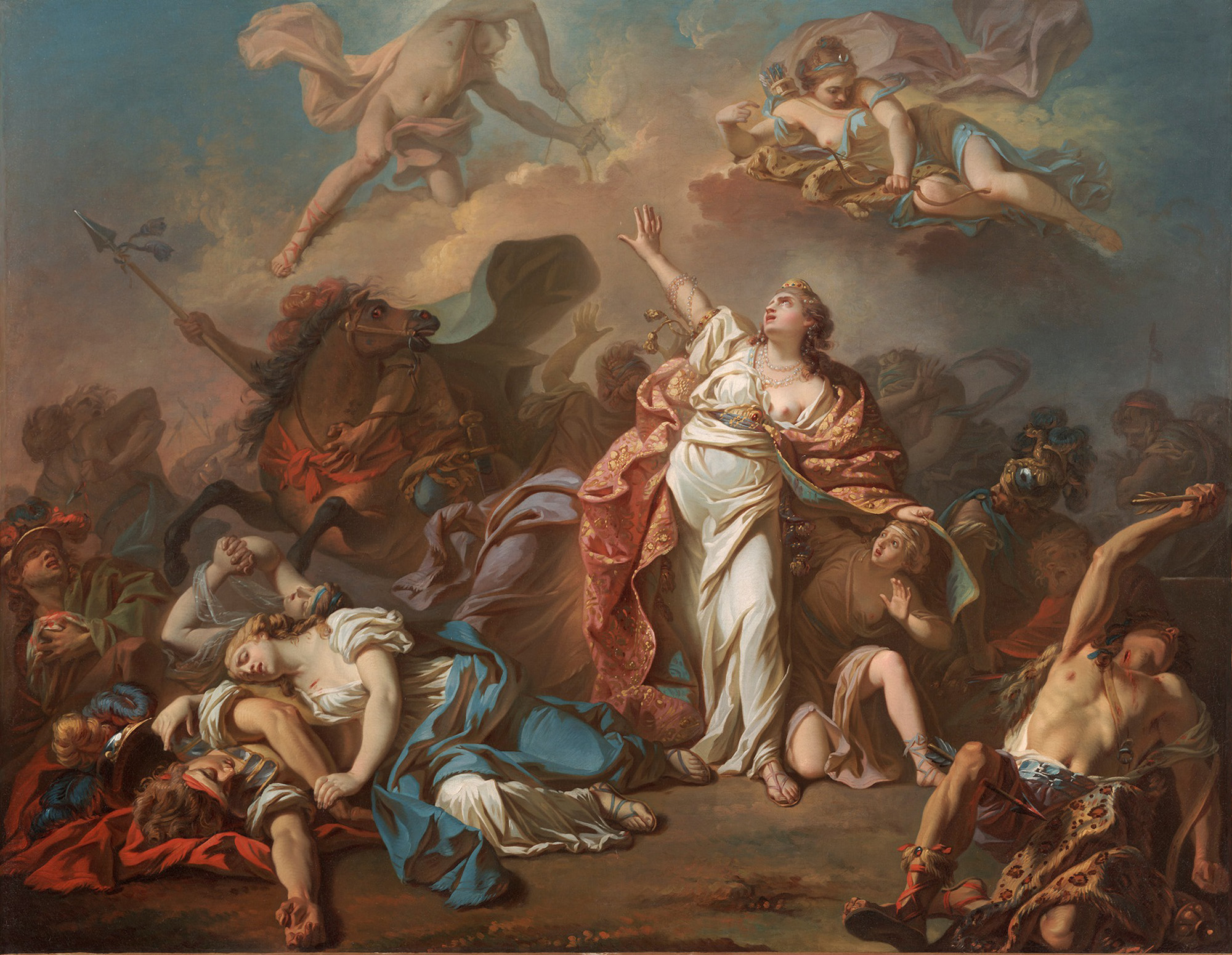
جاك لويس ديفيد وأبولو وأرتميس يهاجمون أبناء نيوب الاثني عشر 1772
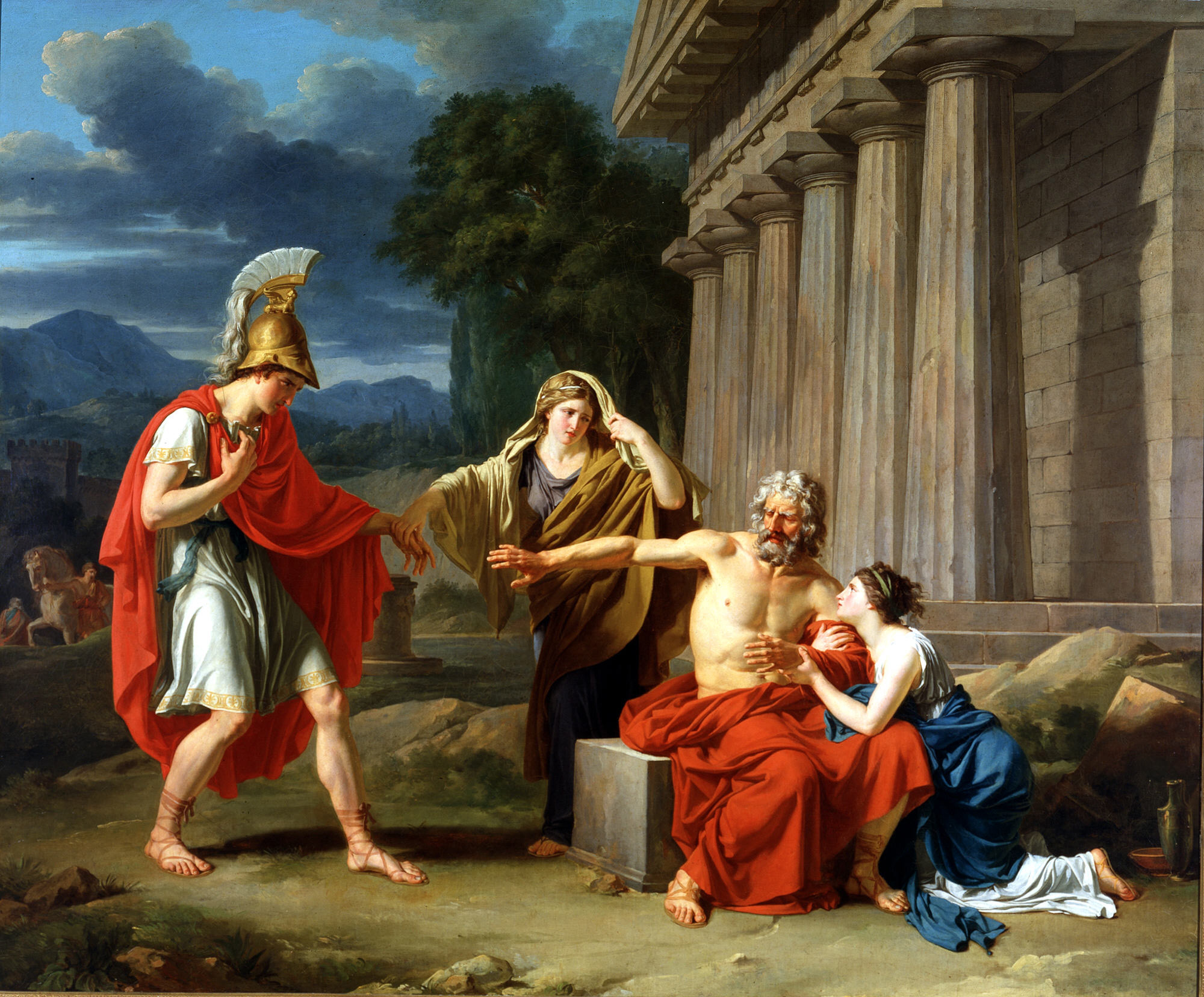
جان أنطوان تيودور جيروست  [لغات أخرى]‏، أوديب في كولونوس، 1788
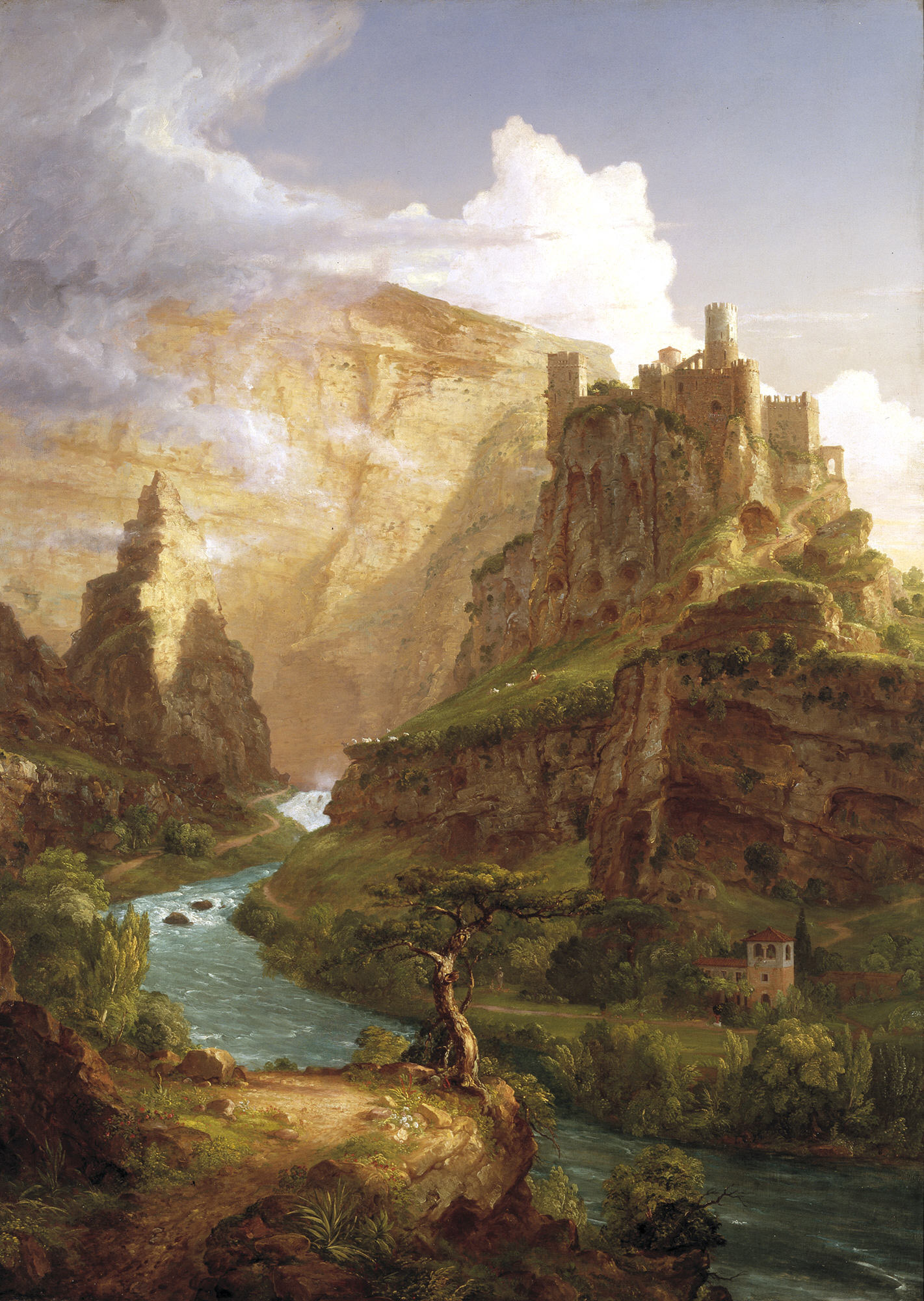
توماس كول، نافورة فوكلوز 1841
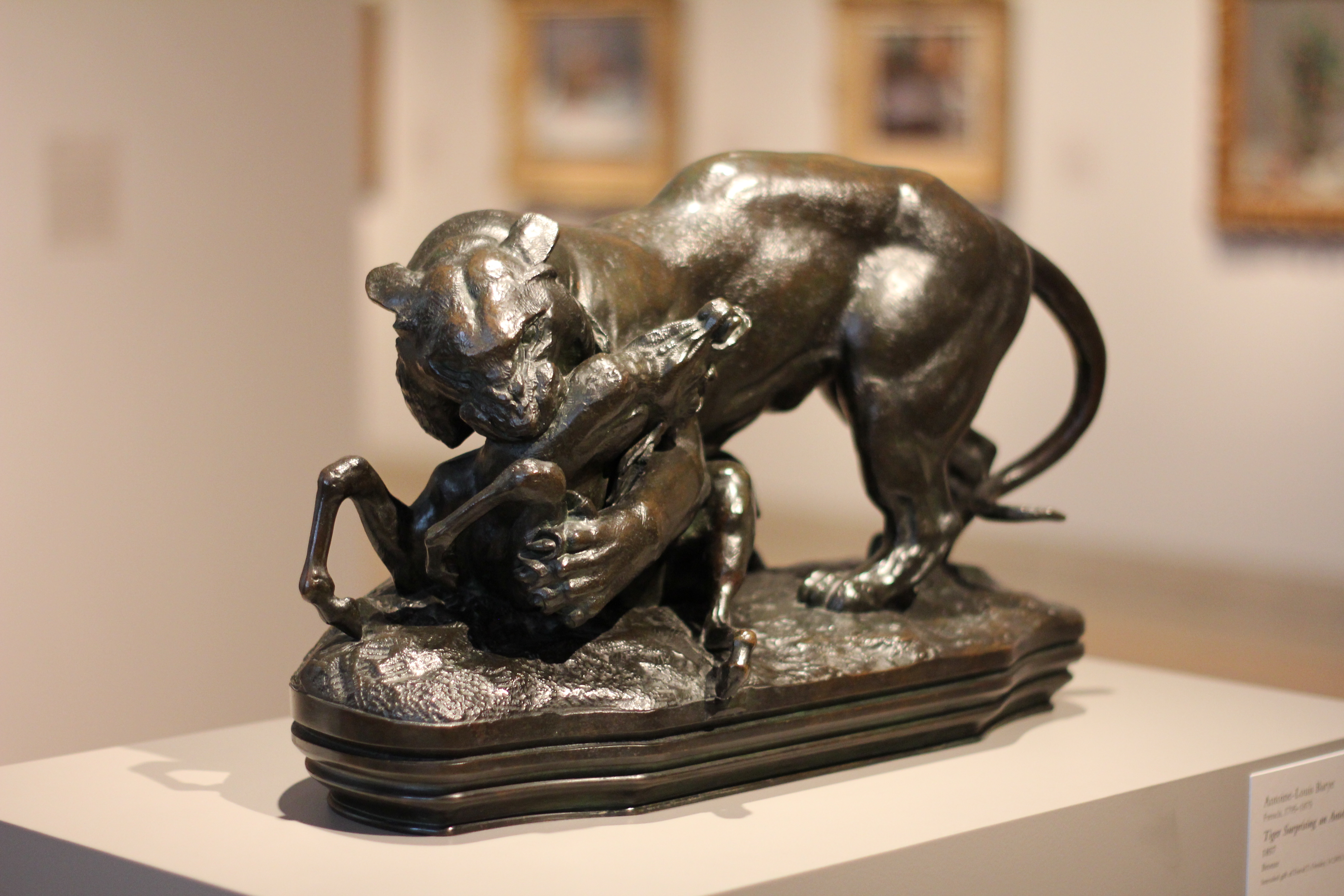
أنطوان لويس باري  [لغات أخرى]‏، ببر Surprising an ظبي، 1857
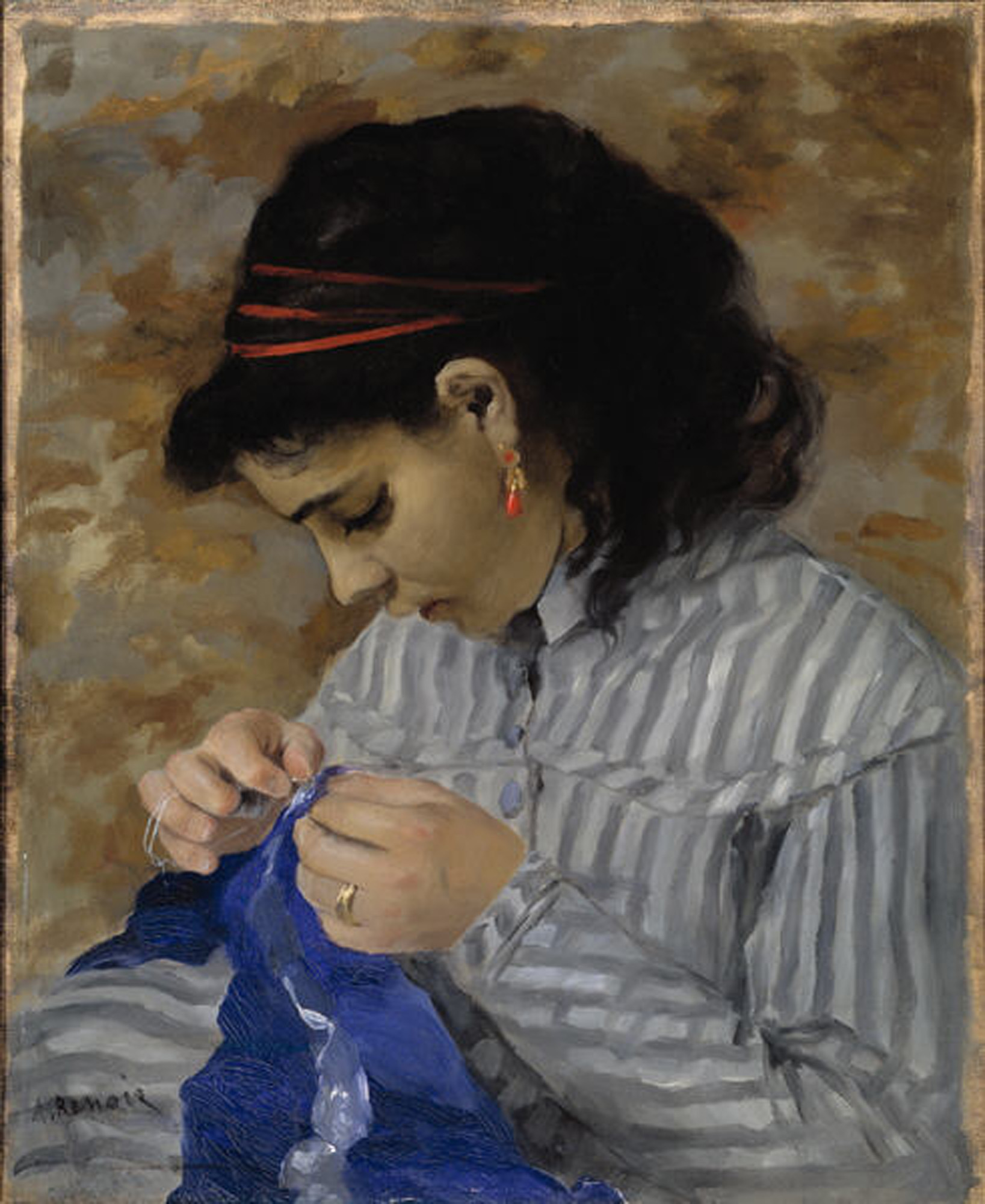
بيير أوغست رينوار، ليز سوينج 1866
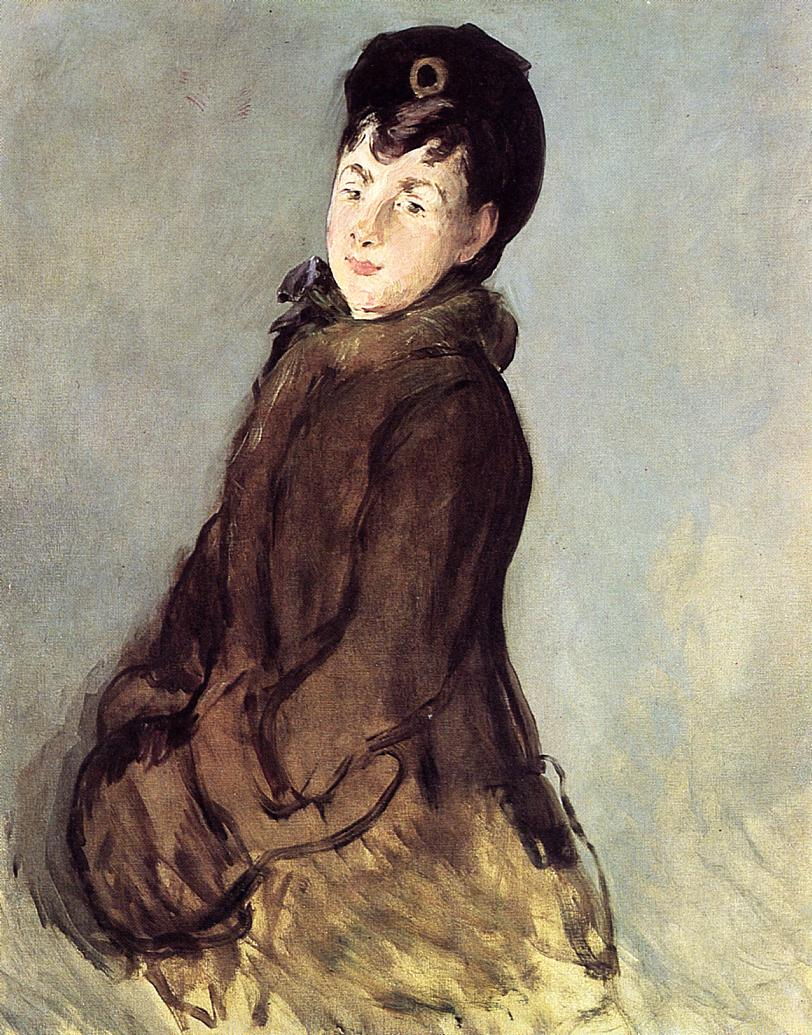
إدوارد مانيه، إيزابيل ليمونير مع إفشل، 1879
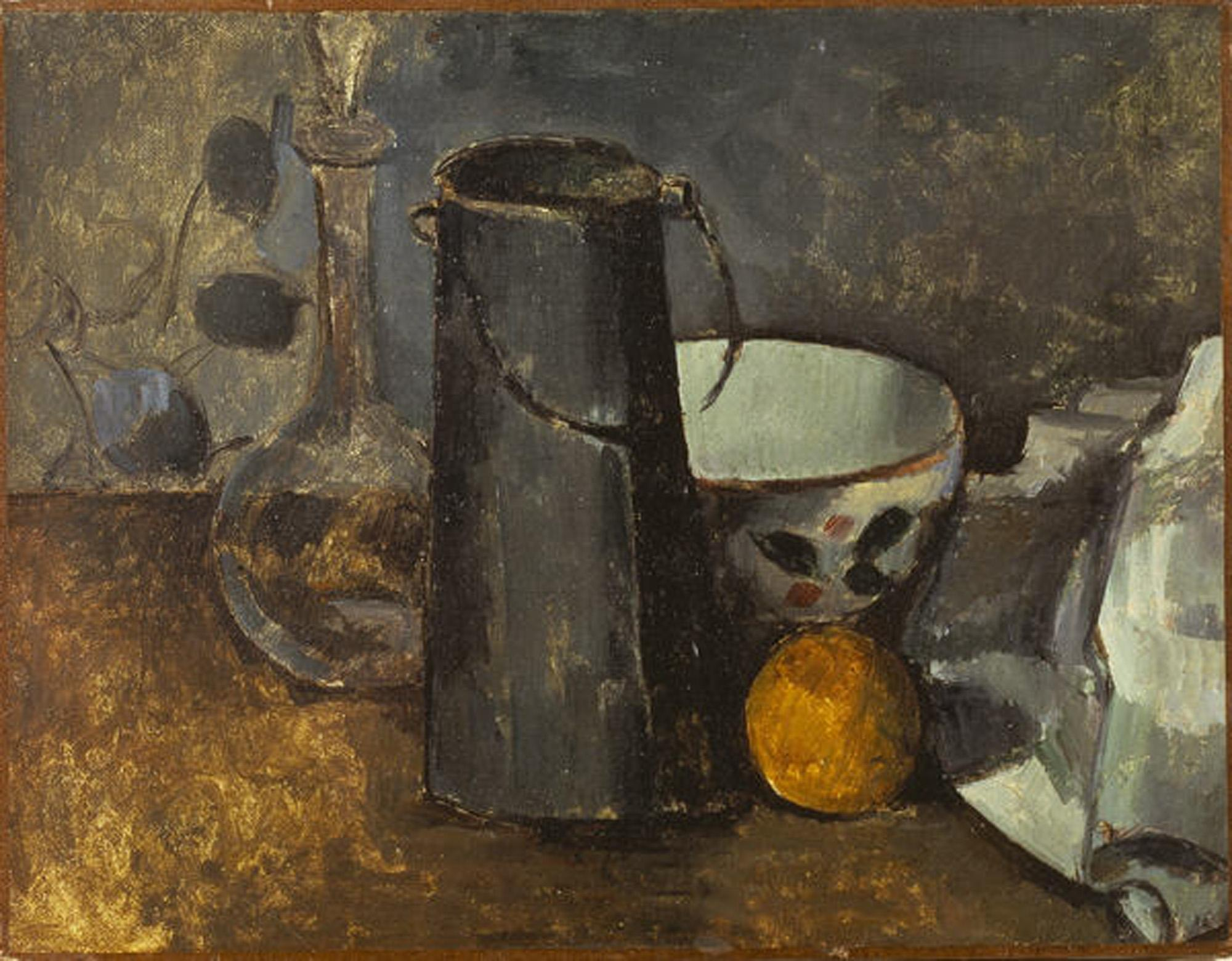
بول سيزان، Still Life with Carafe، علبة حليب، وعاء، وبرتقال، 1879-1880
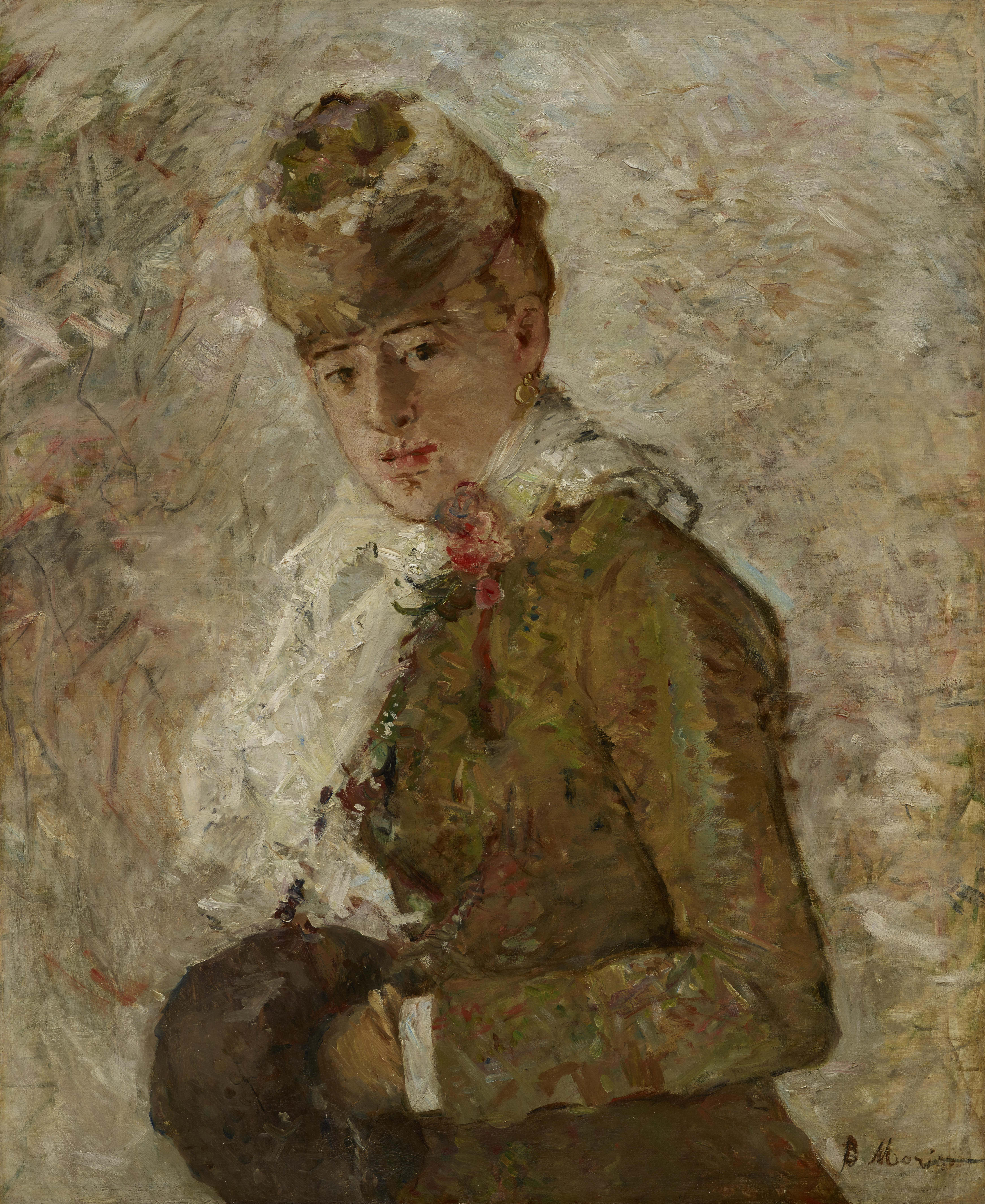
بيرث موريسو، الشتاء (امرأة مع إفشل)، ١٨٨٠
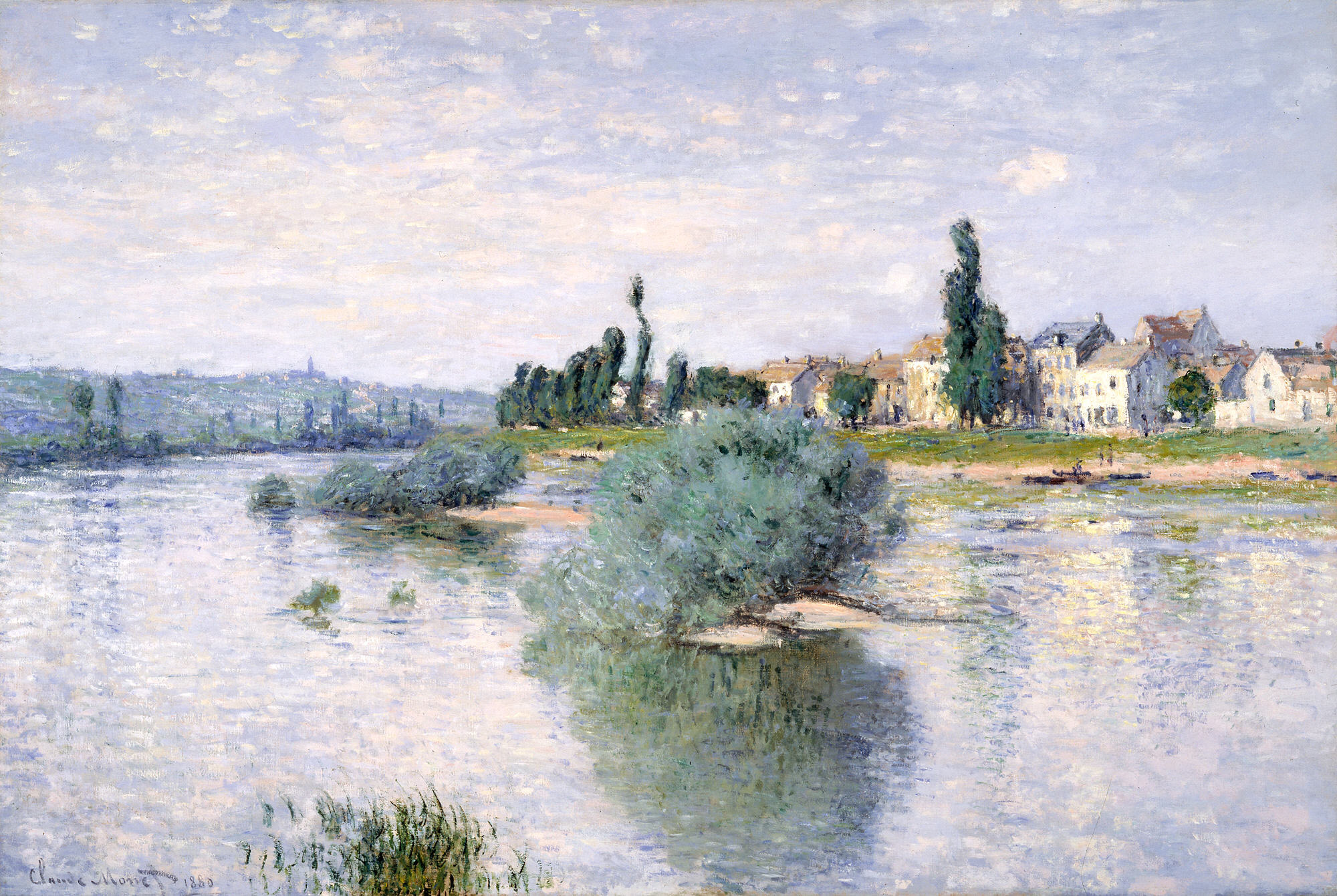
كلود مونيه، نهر السين في لافاكورت 1880
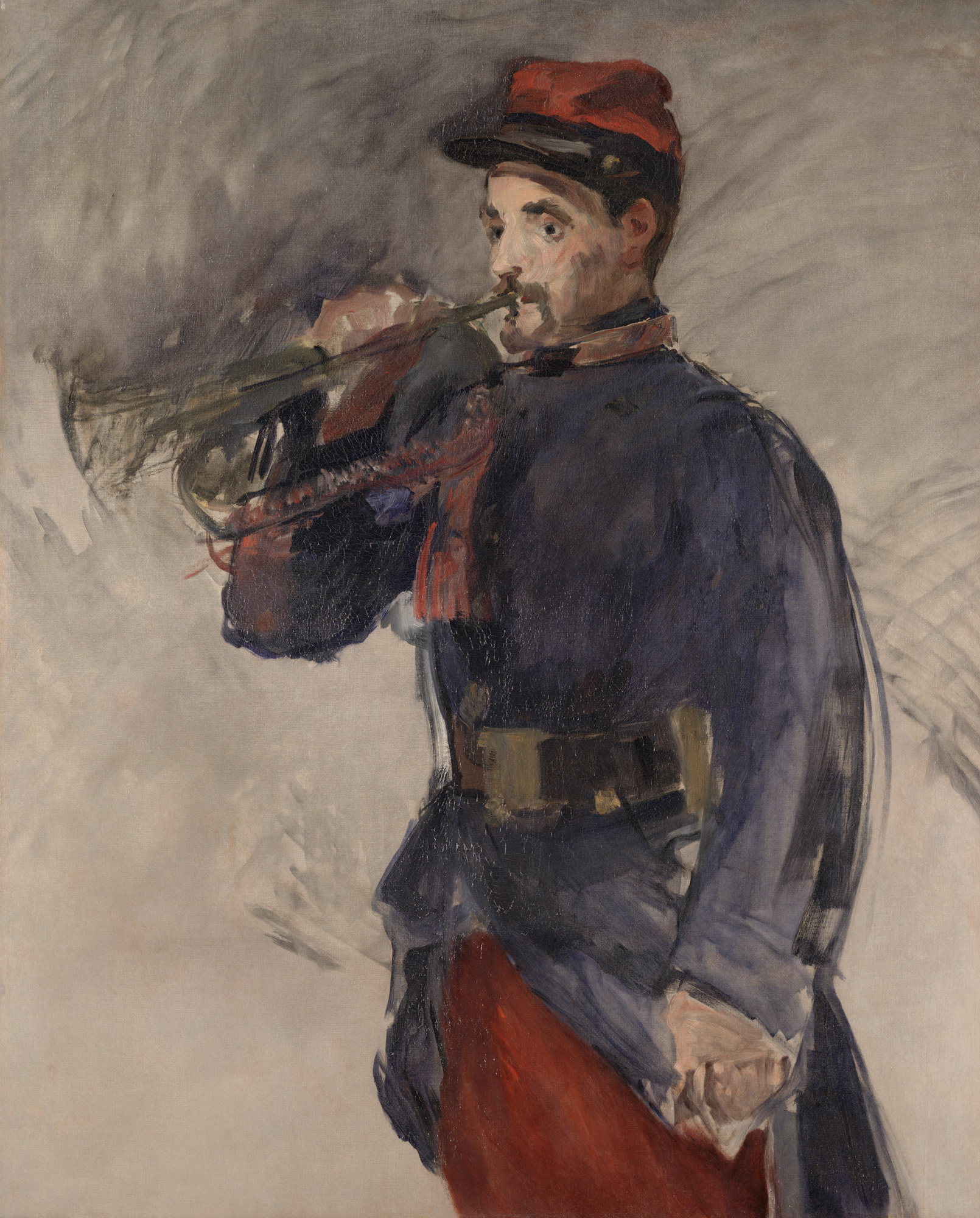
إدوارد مانيه، بوغلر 1882
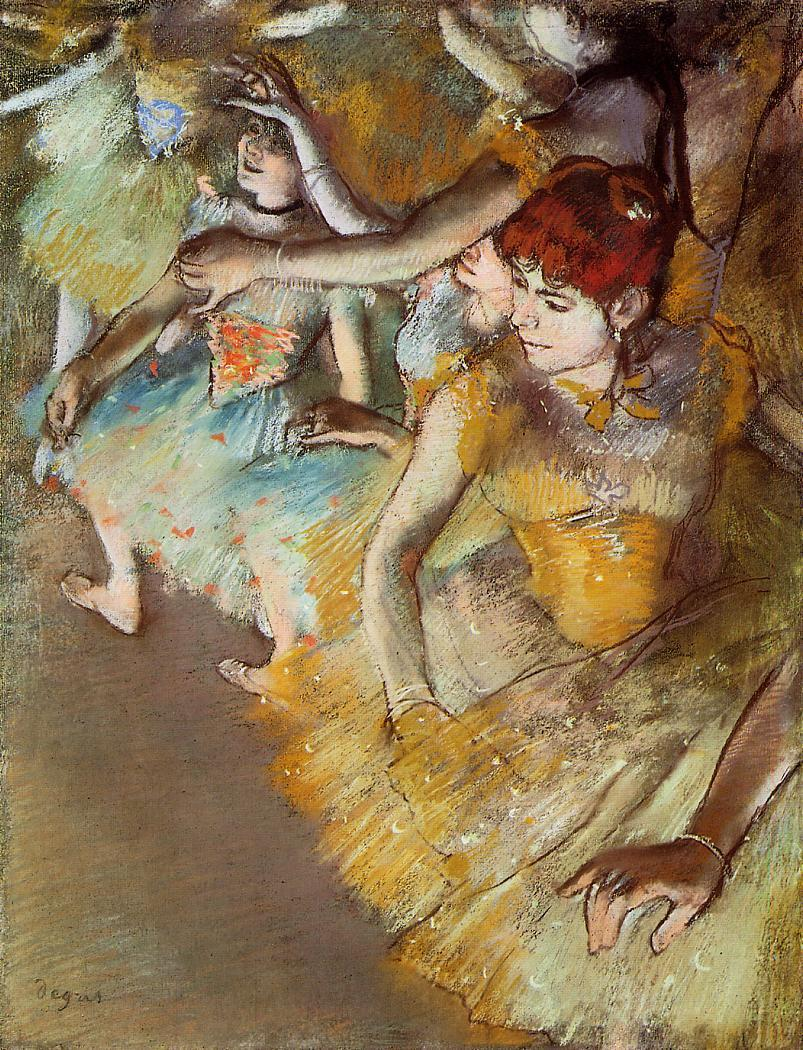
إدغار ديغا، راقصو باليه على المسرح، 1883
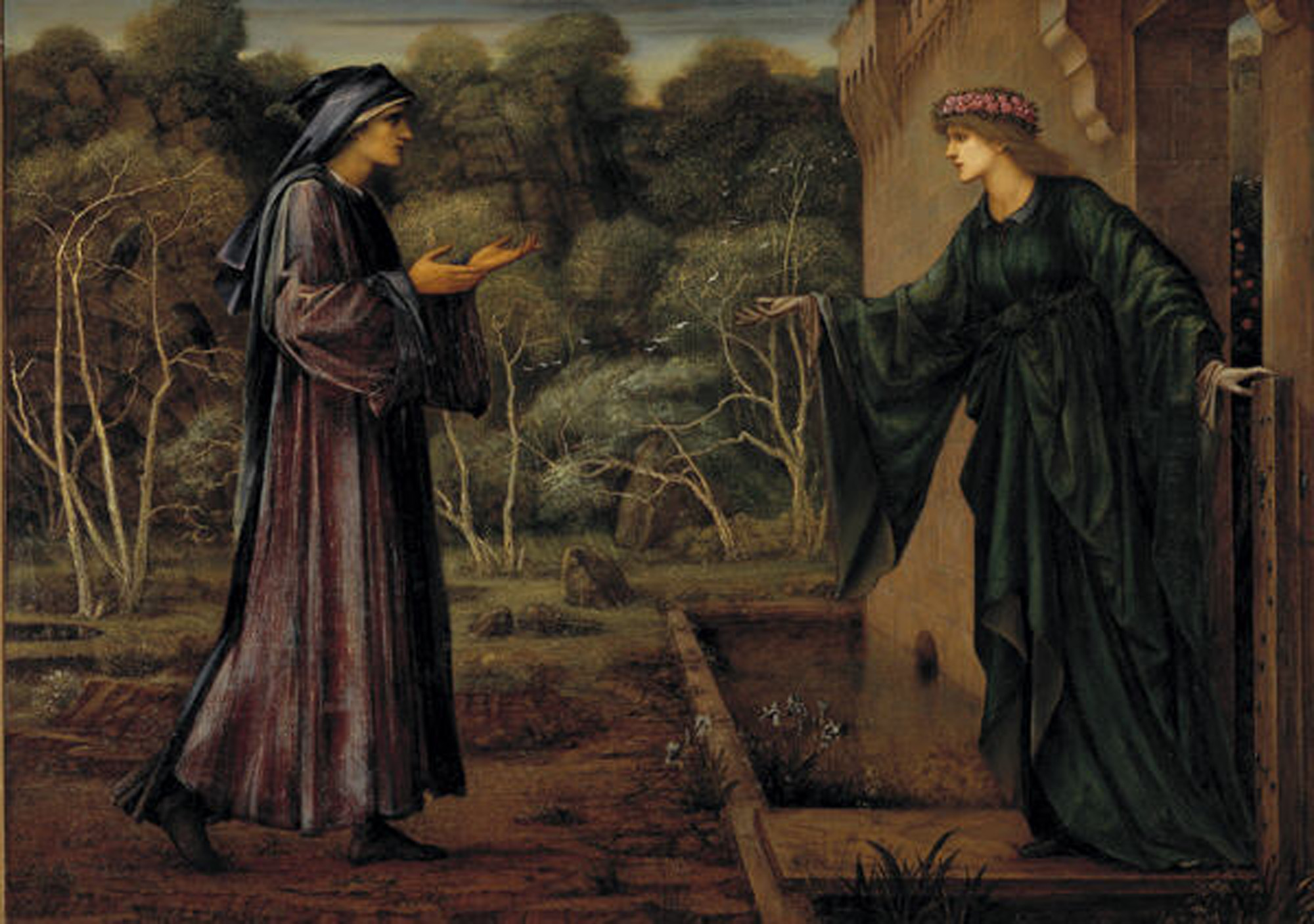
إدوارد بورن جونز، الحاج عند بوابة الخمول، ١٨٨٤
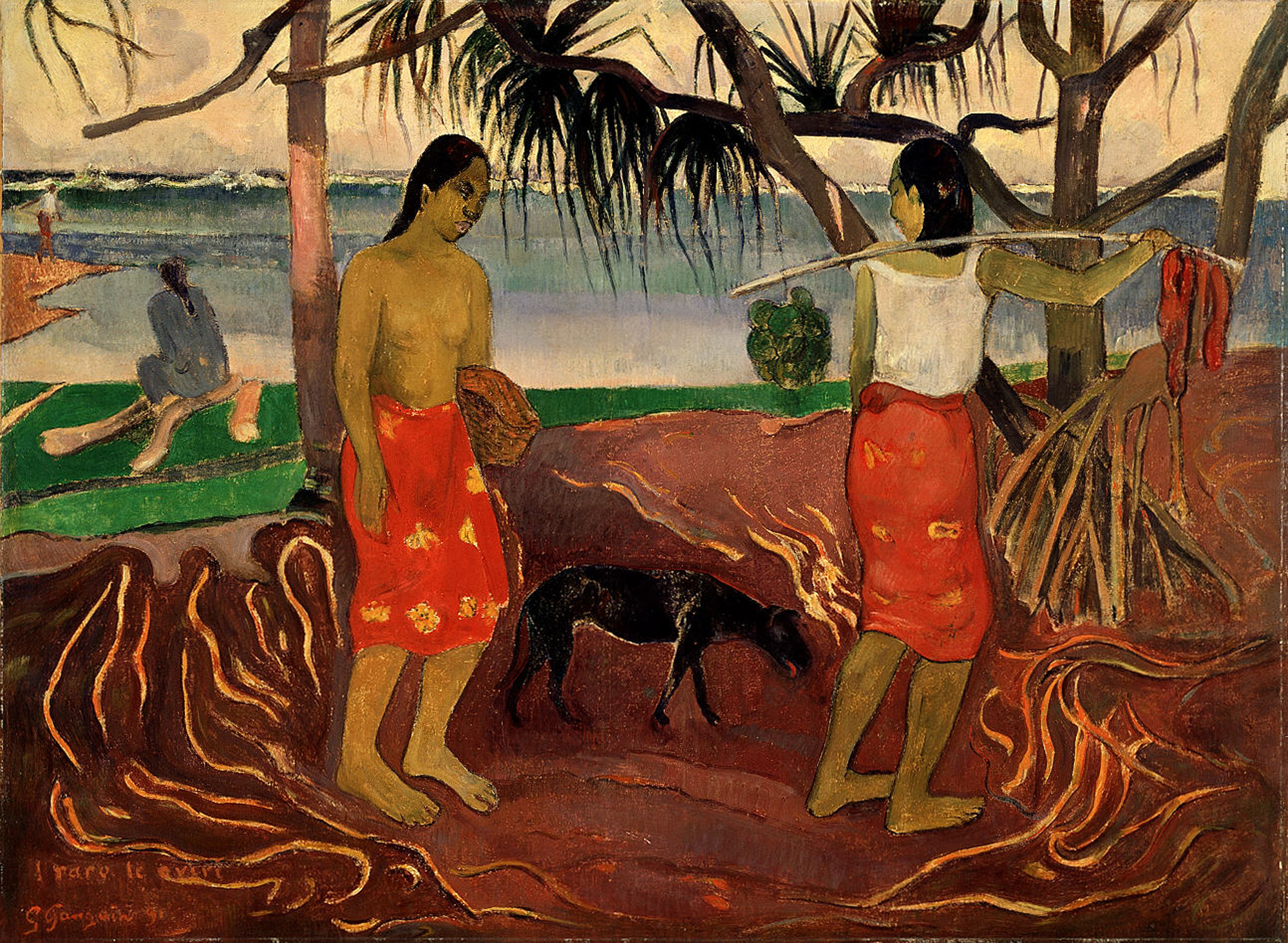
بول غوغان، أنا رارو تي أوفيري 1891
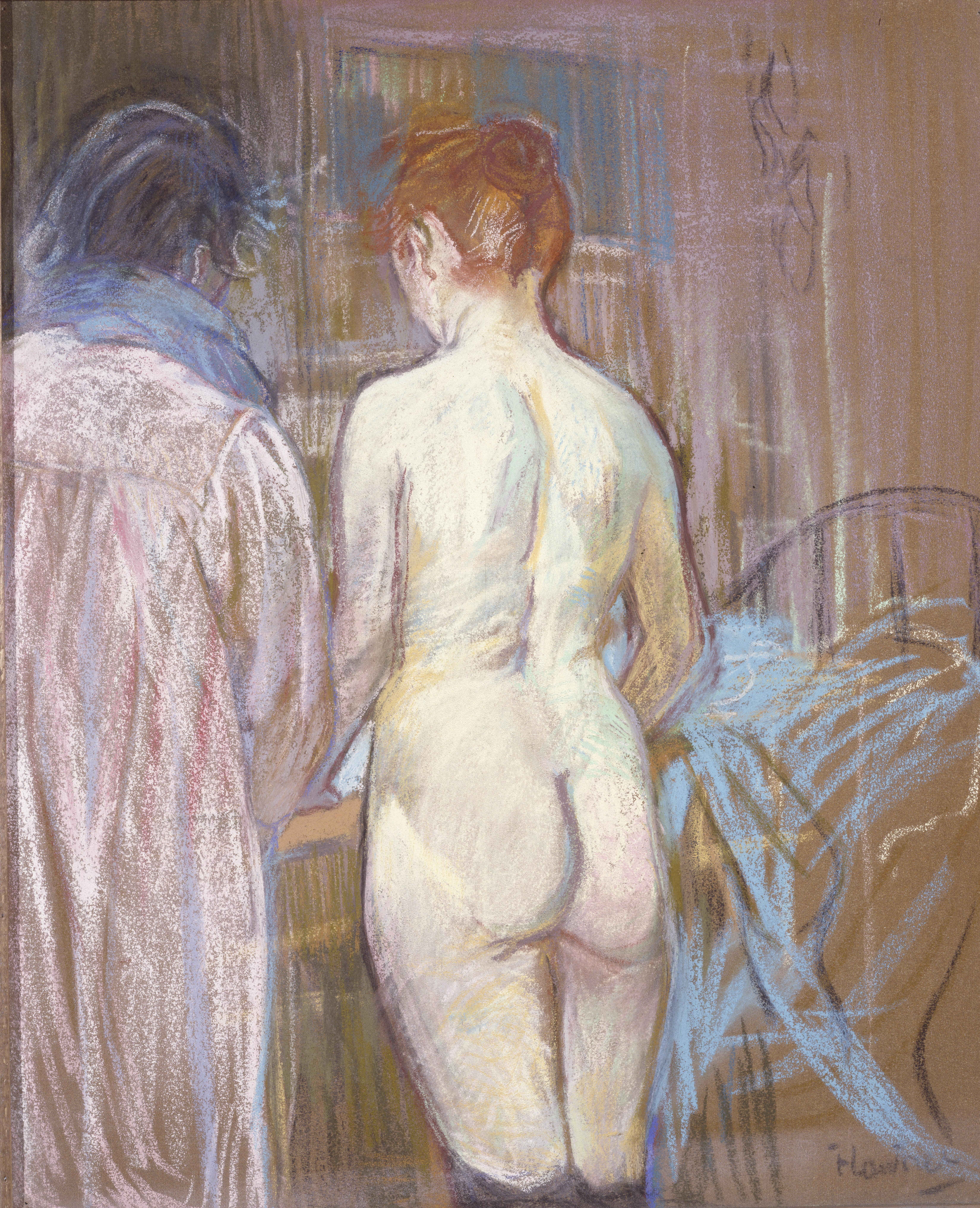
هنري دي تولوز لوتريك، عاهرات، 1893-1895
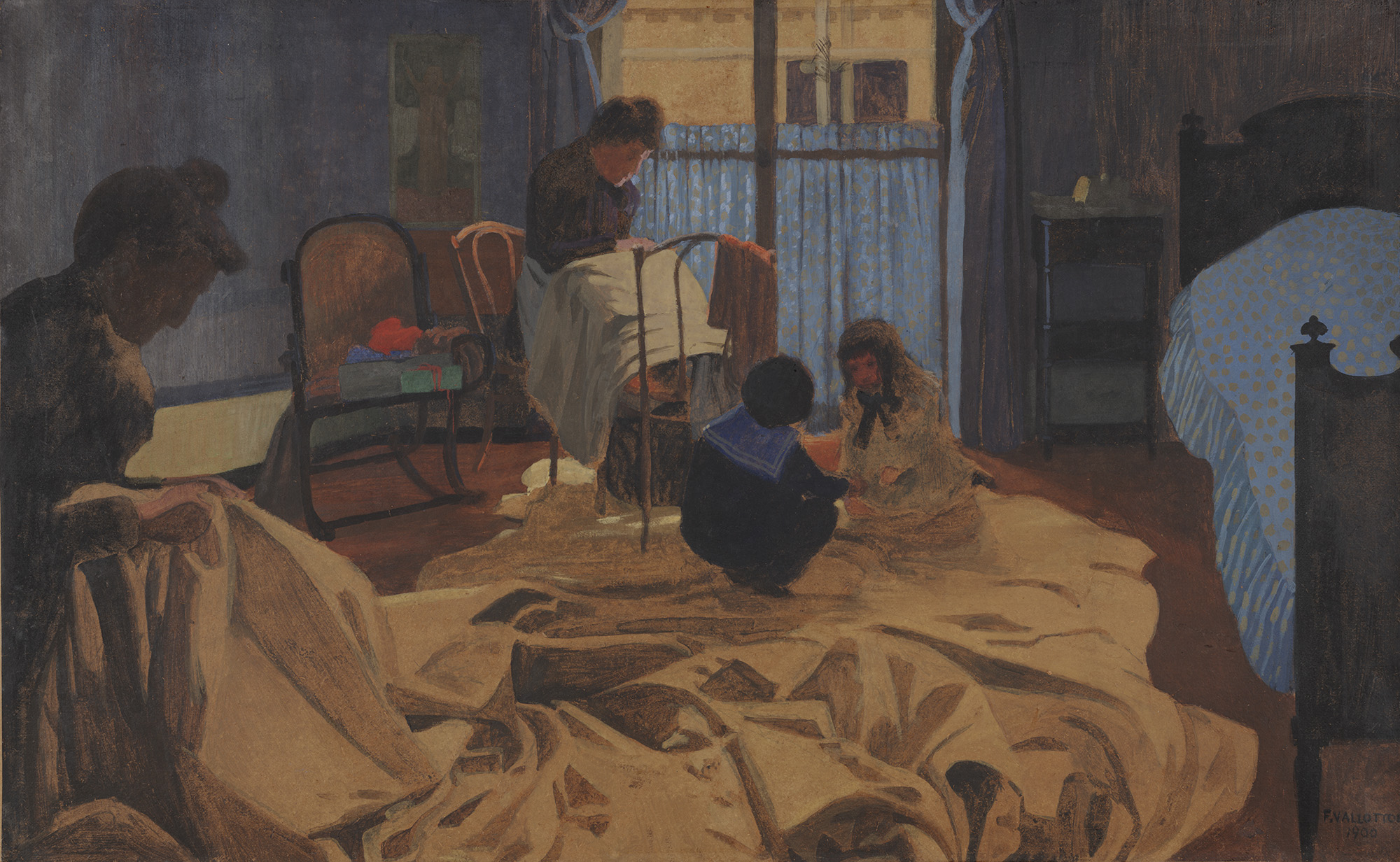
فيليكس فالوتون، The Laundress، Blue Room، 1900
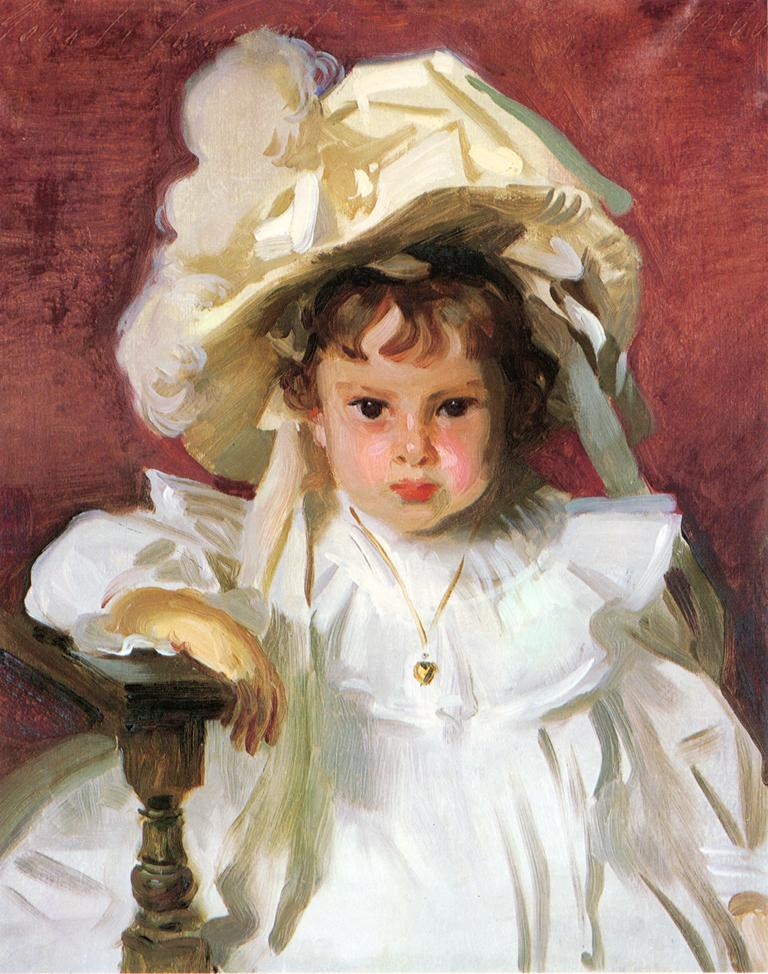
جون سينجر سارجنت، دوروثي، 1900
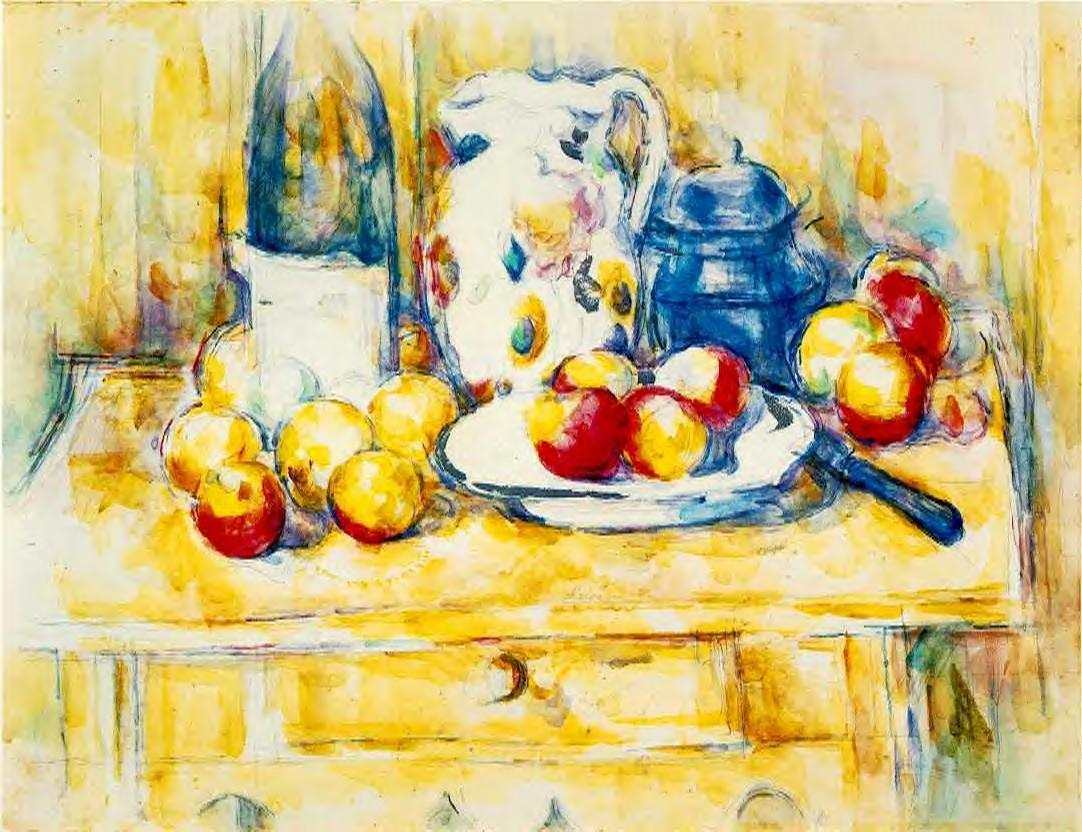
بول سيزان، Still Life with Apple، زجاجة وإناء للحليب، 1900–06
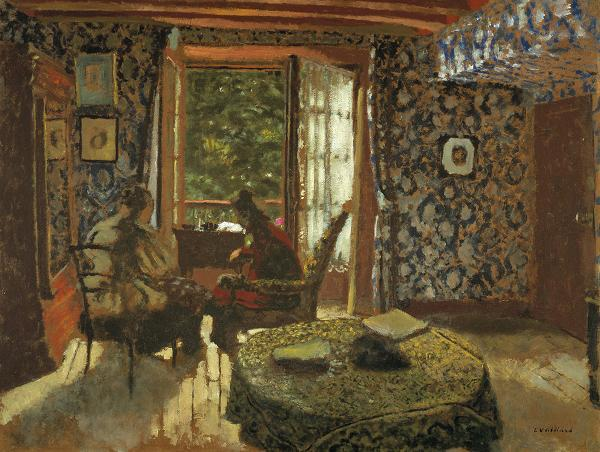
إدوارد فولارد، داخلي، 1902
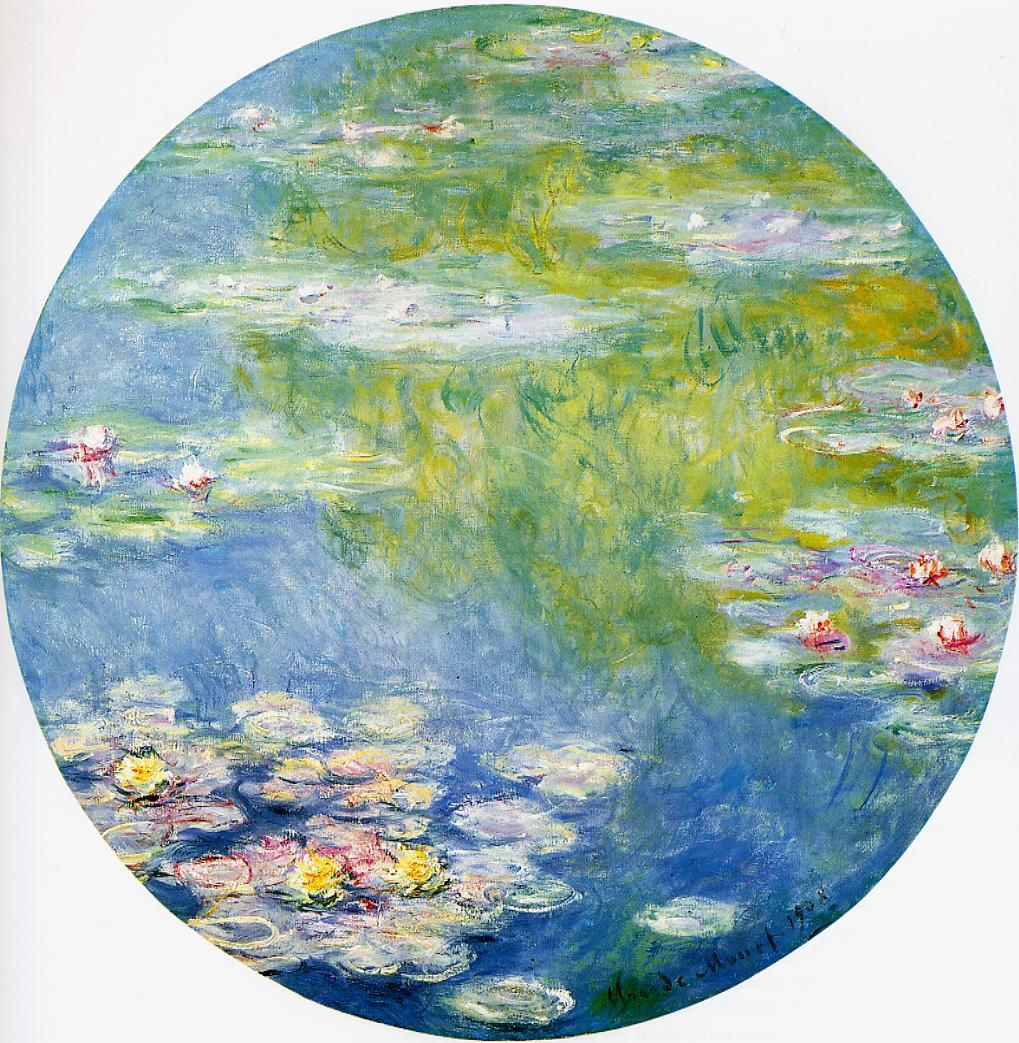
كلود مونيه، زنابق الماء، 1908
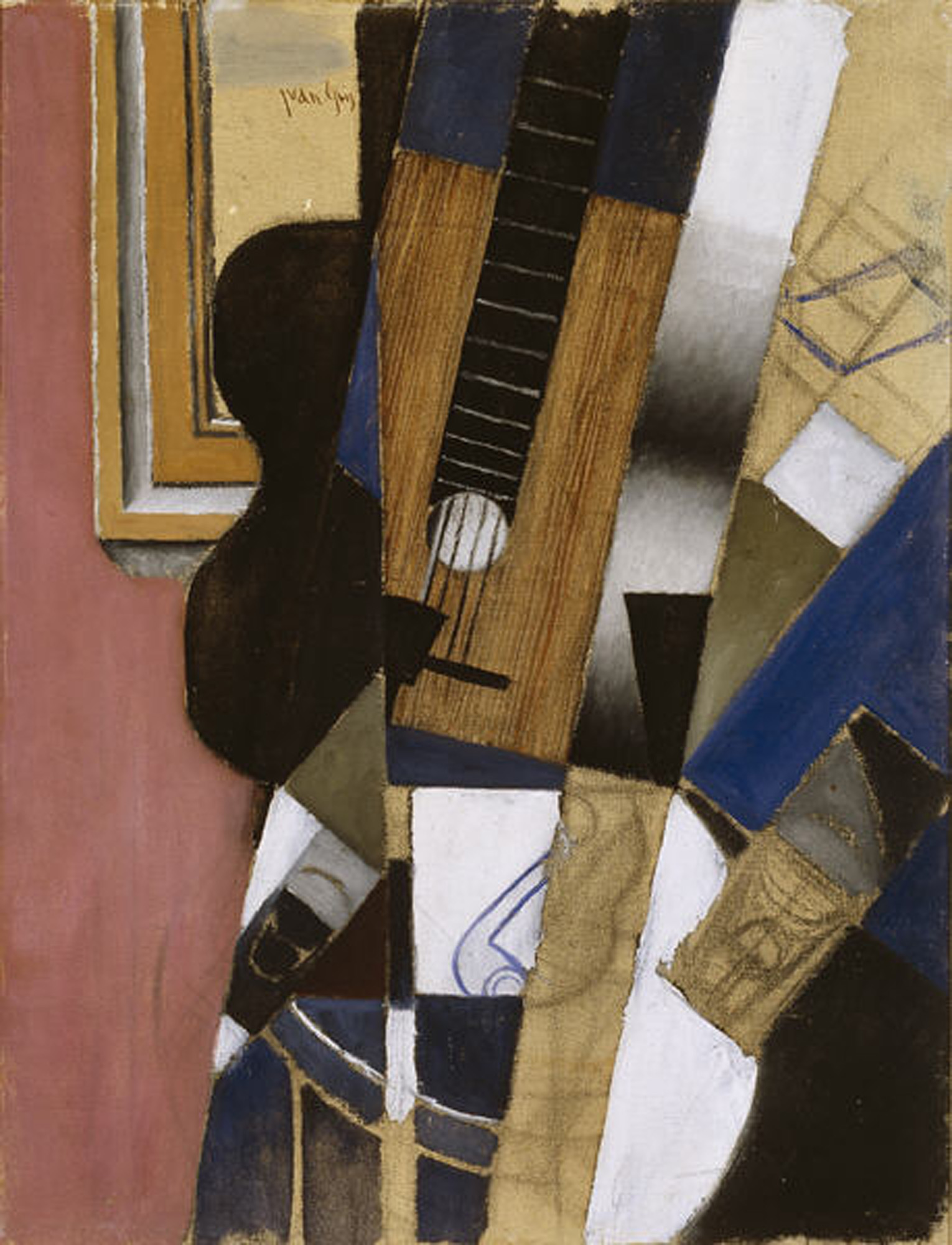
خوان جريس، غيتار وأنابيب، 1913
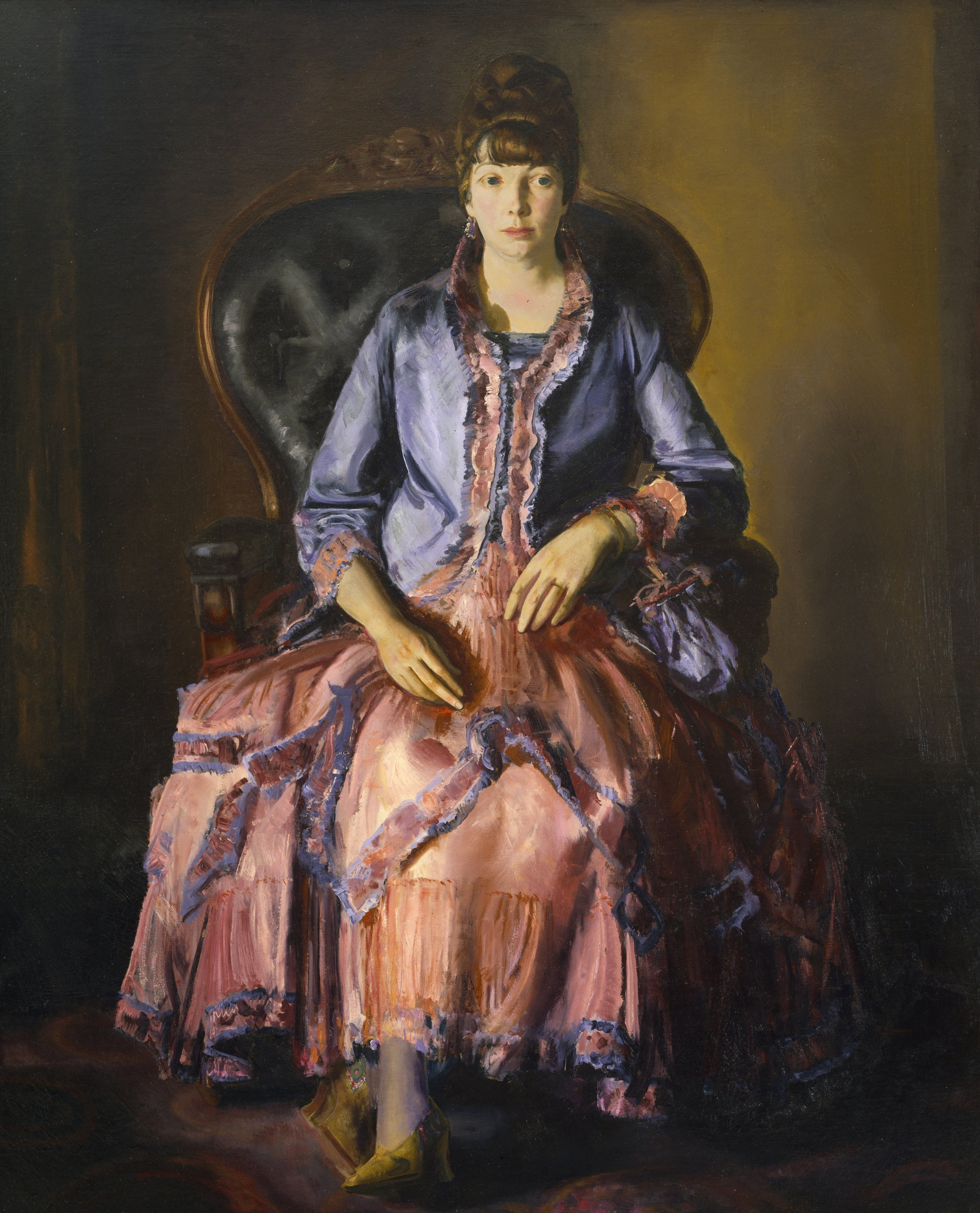
جورج بيلوز، إيما في ثوب أرجواني، 1920-23
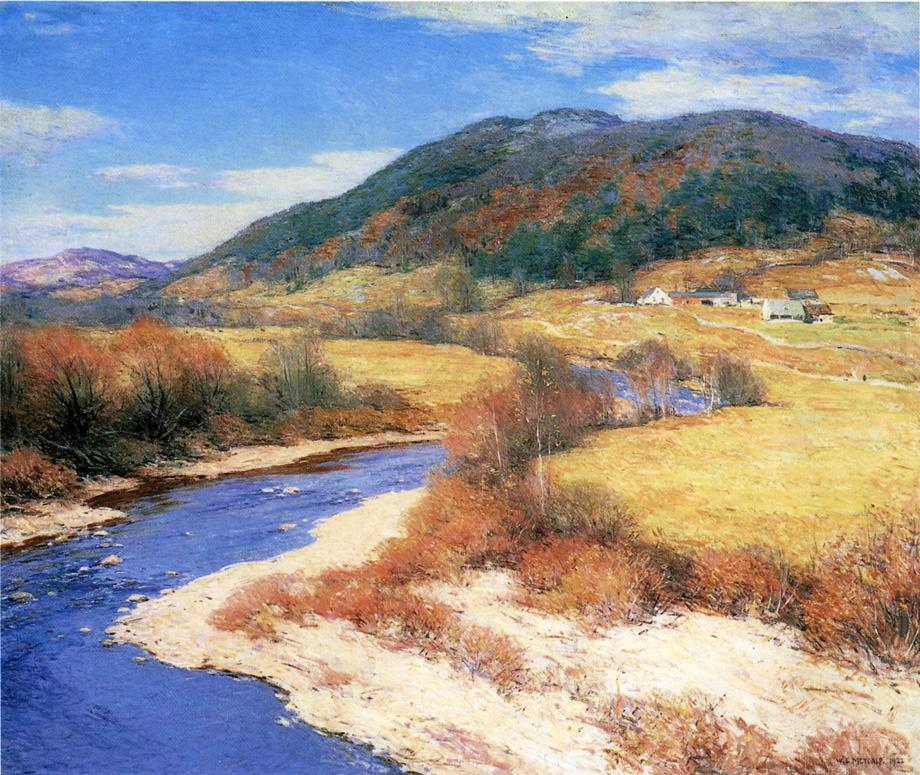
ويلارد ميتكالف، الصيف الهندي، فيرمونت، 1922

## مجموعات أخرى

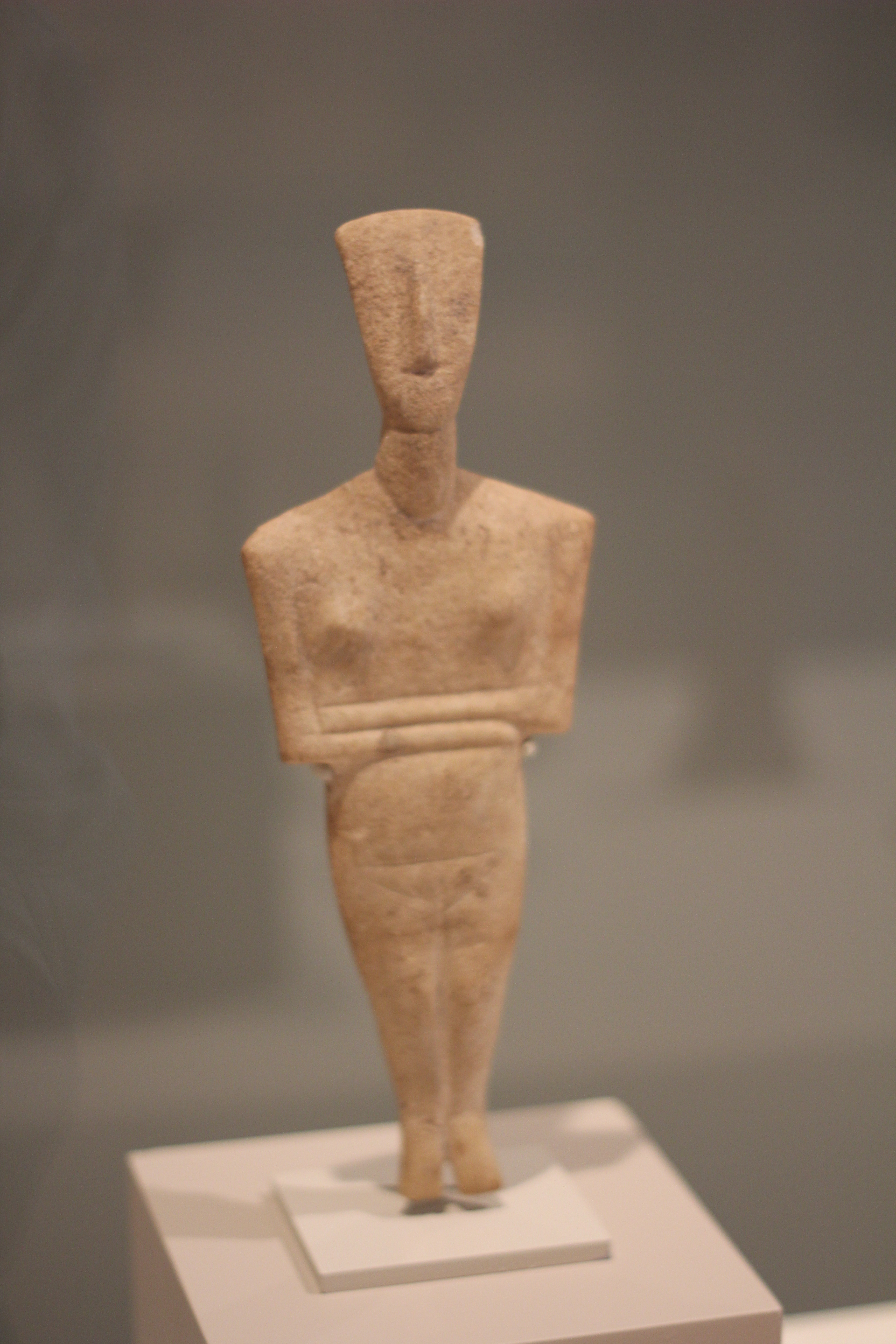
سيكلاديك تمثال، اليونانية، BC c.2700-2100
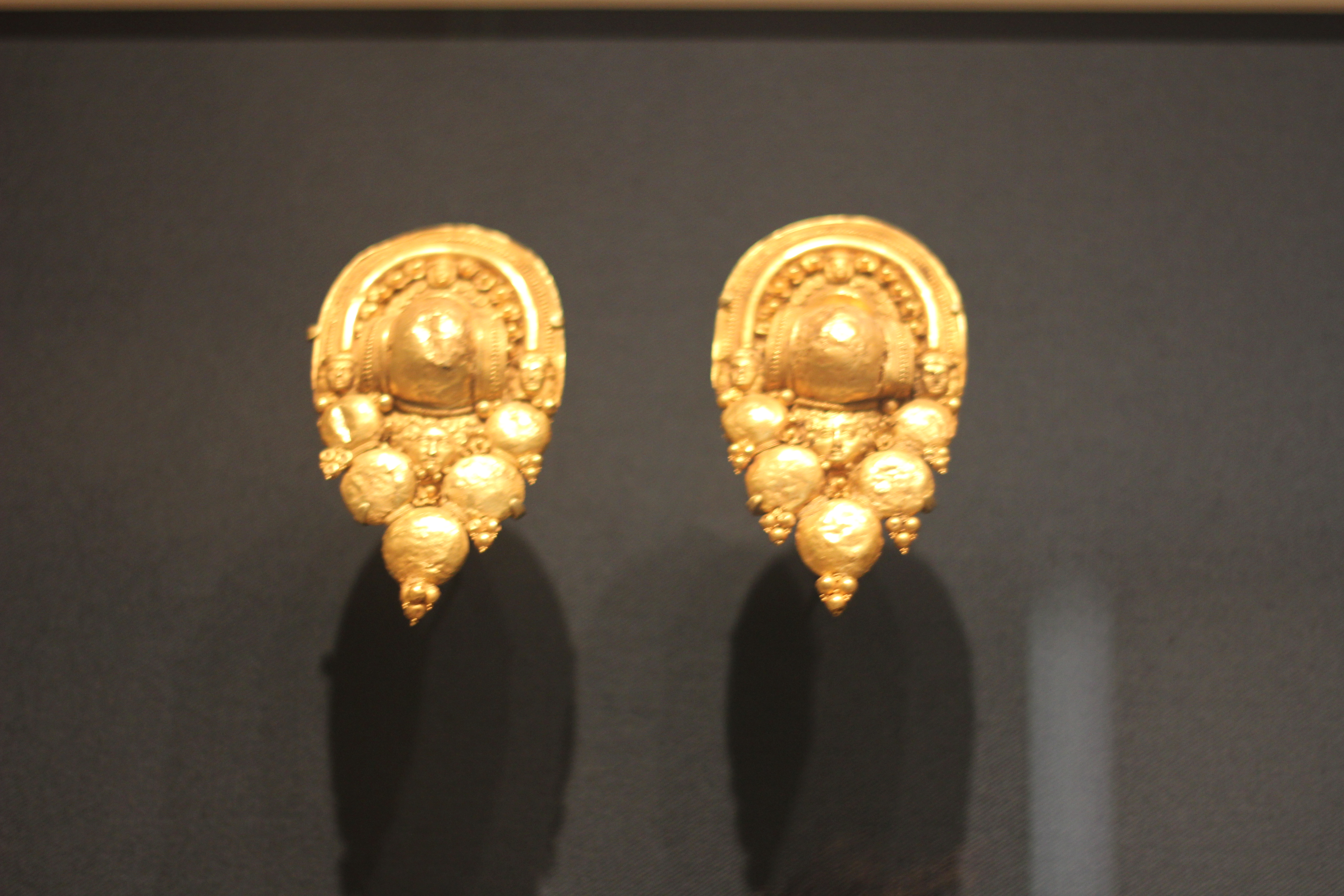
زوج من الأقراط نوع A-Grappolo، إتروسكان، حوالي 450-300 قبل الميلاد
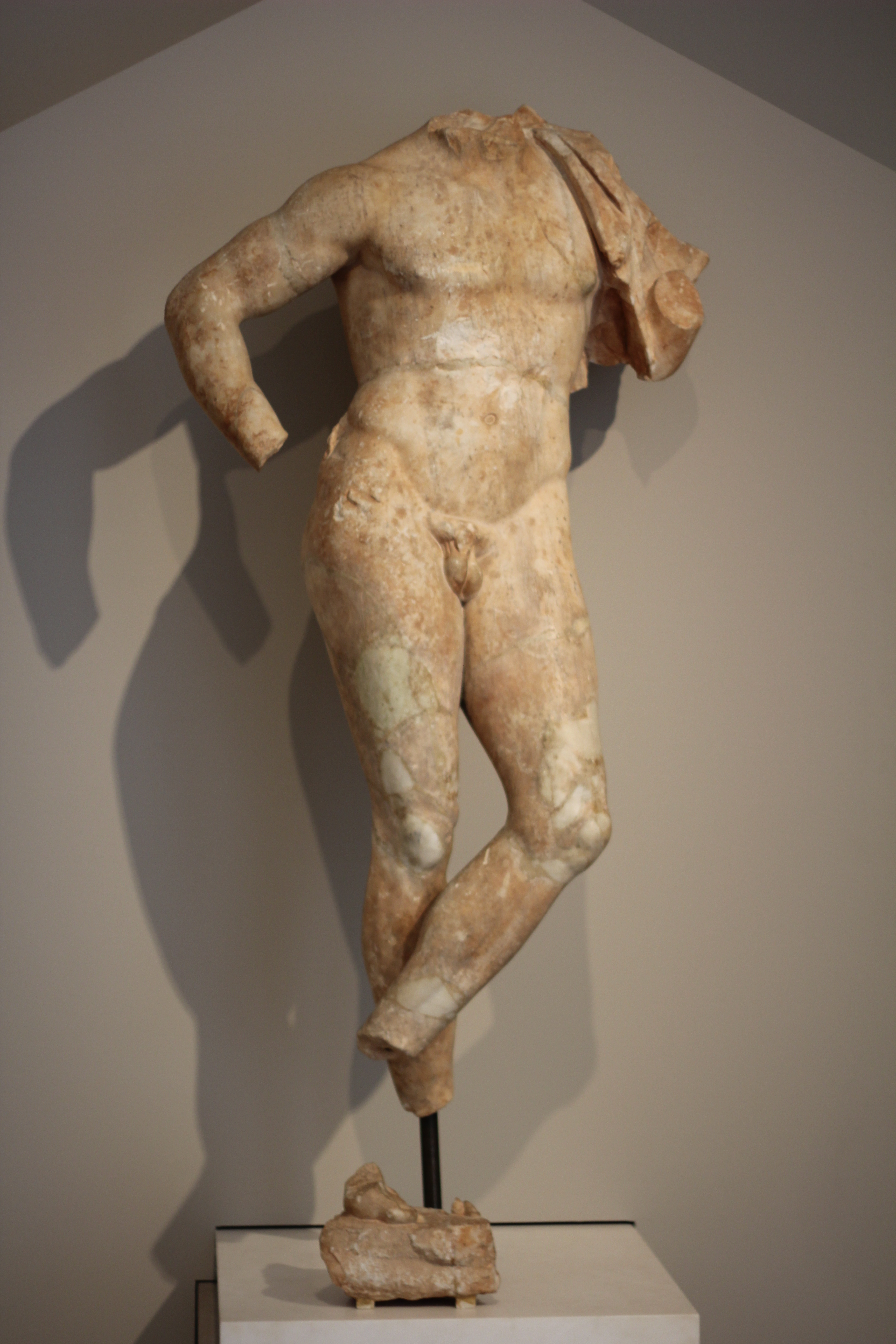
شكل شاب، يوناني، حوالي 330 قبل الميلاد
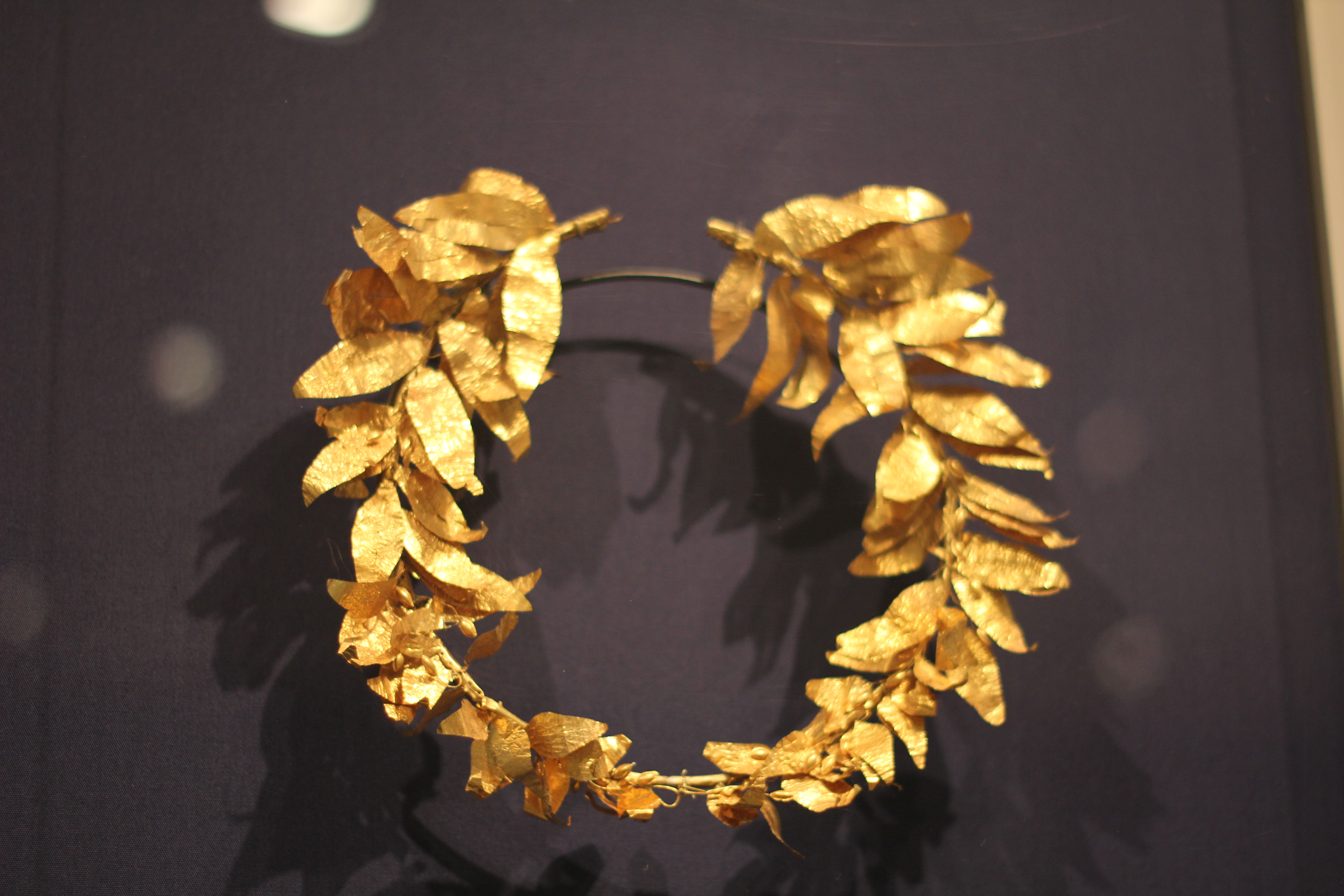
إكليل من الذهب، يوناني، حوالي 300-400 قبل الميلاد
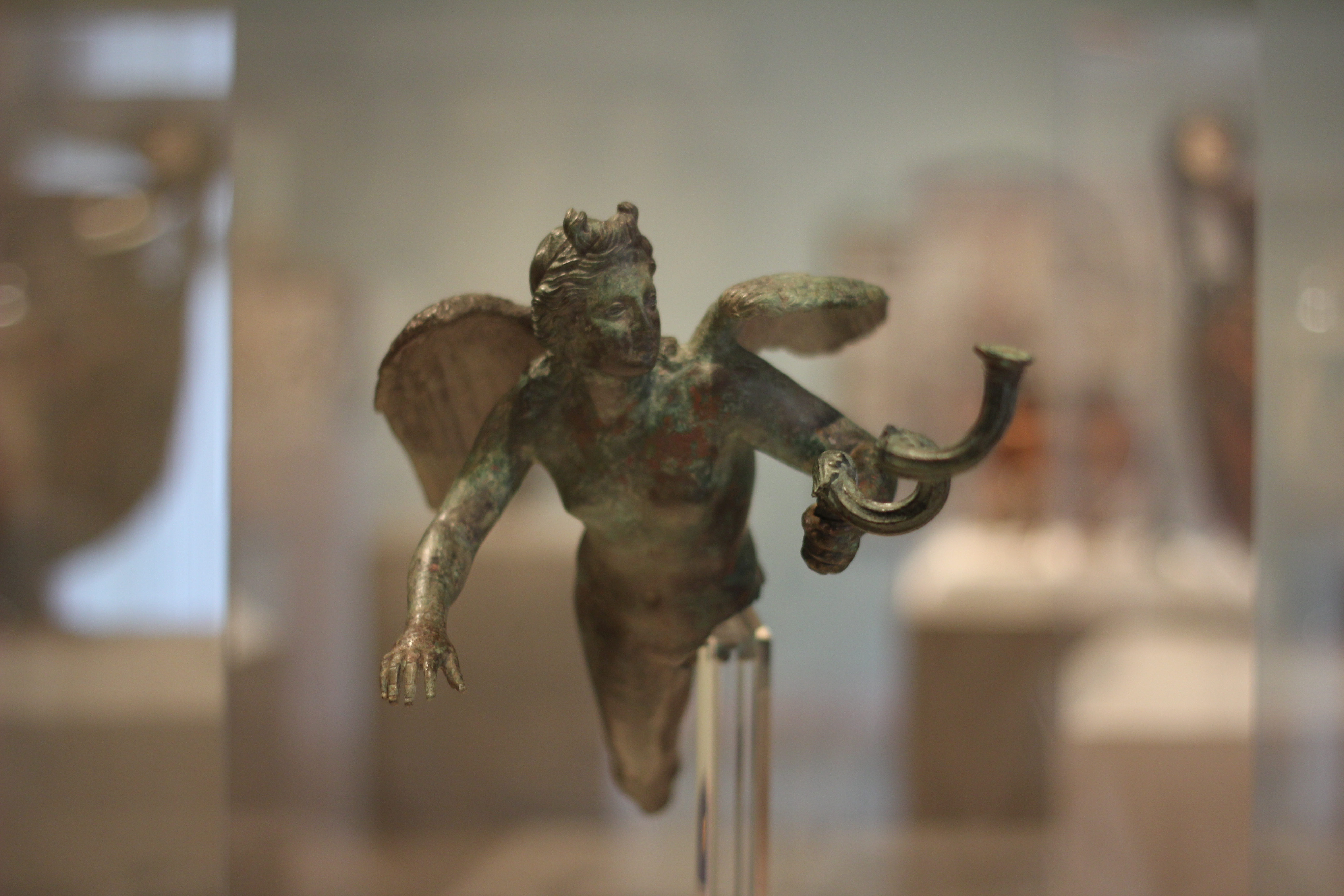
حامل مصباح إيروس، يوناني، حوالي 25-50 قبل الميلاد
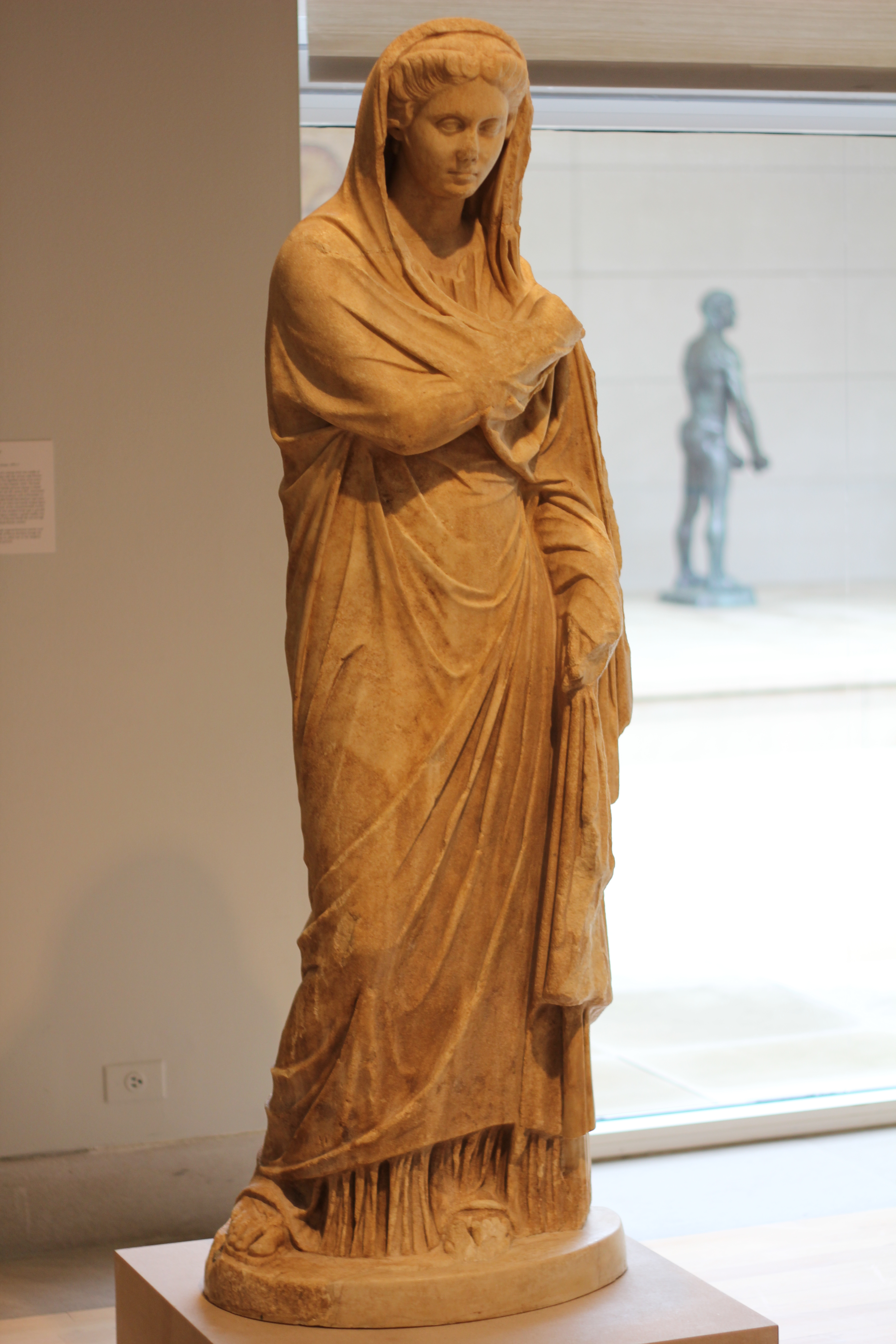
شكل امرأة، روماني، حوالي 100-200 ق
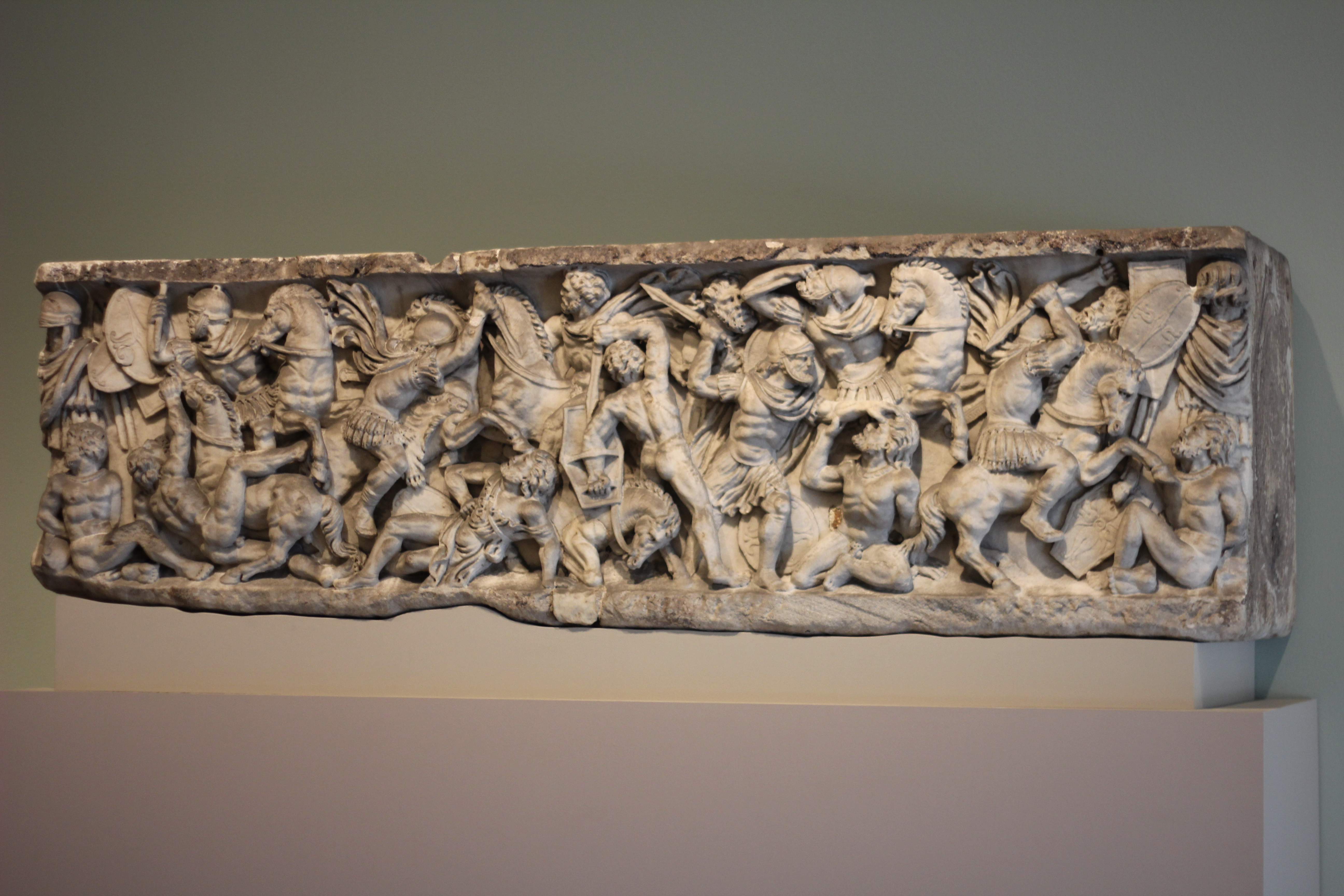
تابوت مع مشهد معركة، روماني، حوالي 190 قبل الميلاد
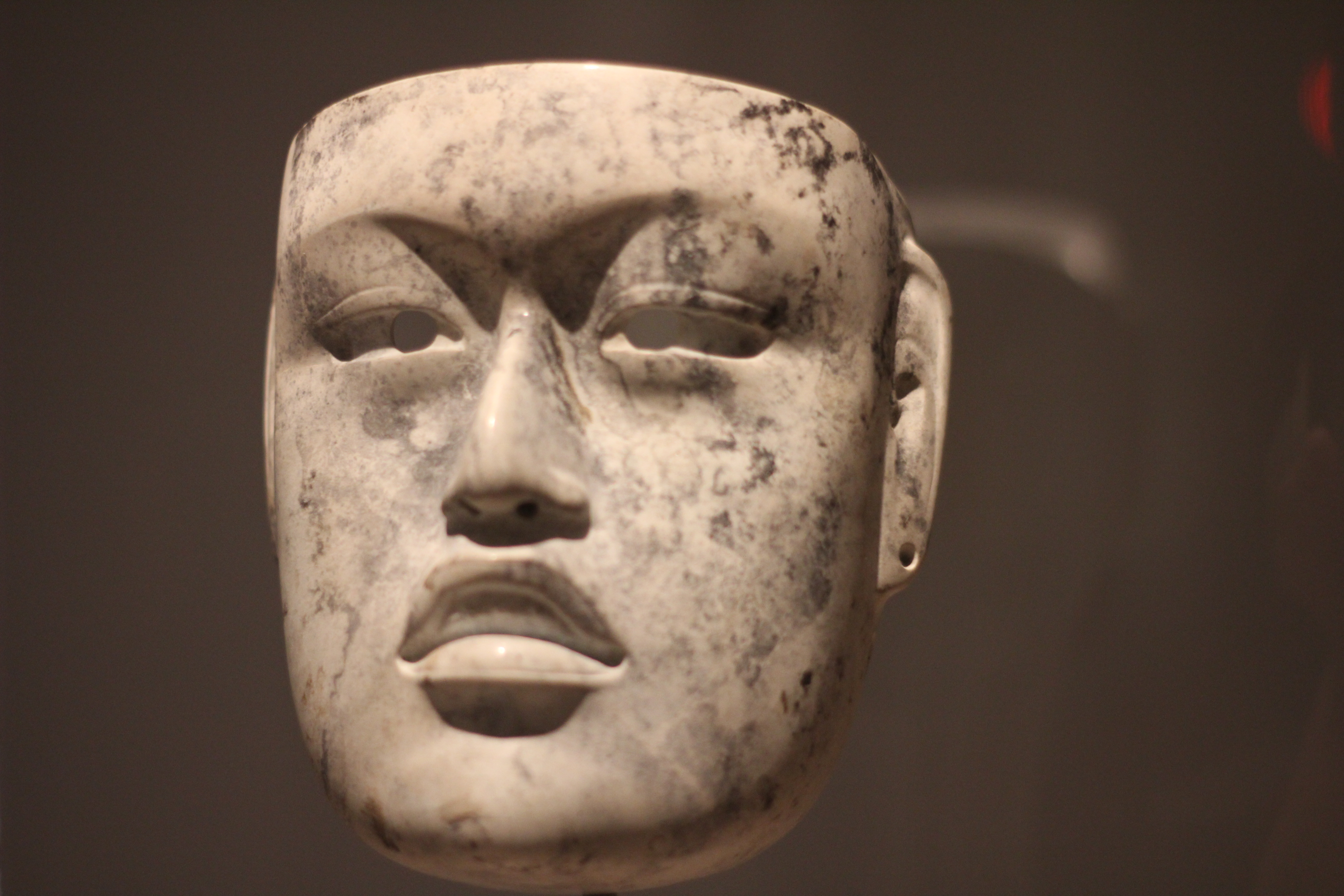
قناع، المكسيك، ولاية فيراكروز، 900-500 قبل الميلاد
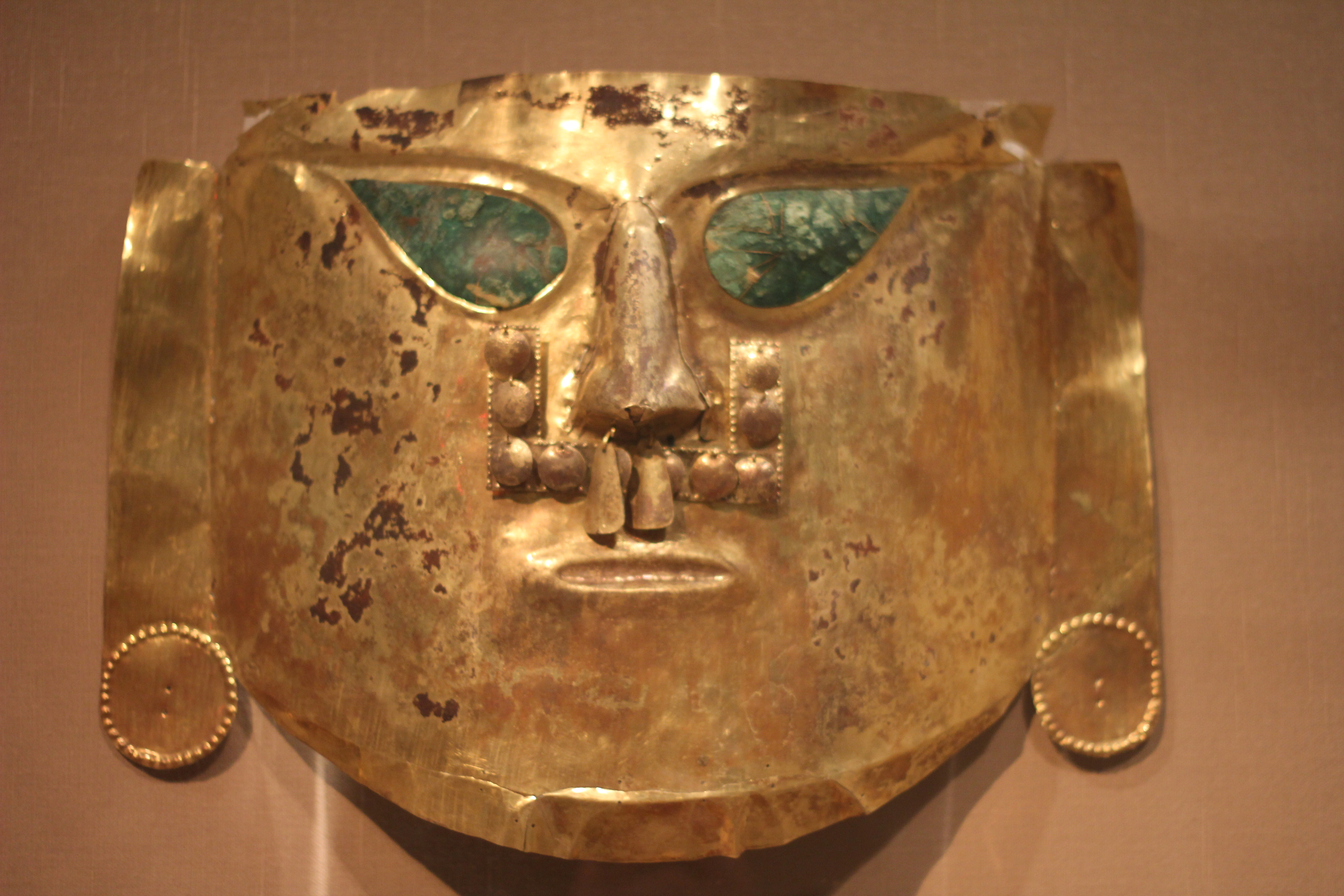
قناع الاحتفال، بيرو، الساحل الشمالي، وادي لا ليتشي، ج. 900-1100 م
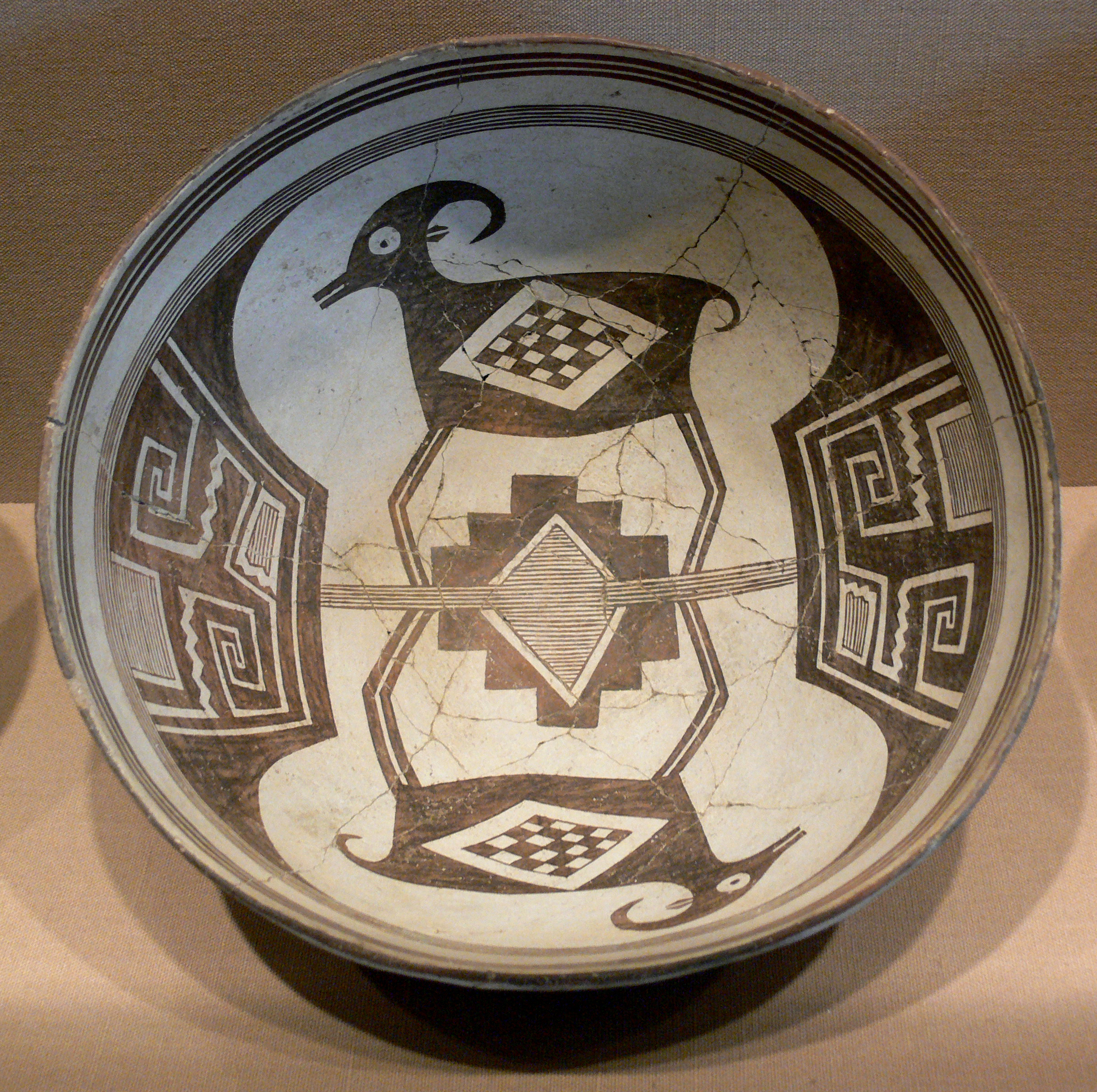
وعاء ميمبريس مع خراف بيجورن وتصميم هندسي، نيو مكسيكو، ج. 1000-1150 م

## فهرس
- متحف دالاس للفنون 100 عام، دوروثي كوسينسكي مع لورين شيل (2003)
- متحف دالاس للفنون، دليل للمجموعة، مدير التحرير: ديبرا ويتروب (1997)
- https://www.dma.org/about/museum-history
- كيفن دبليو تاكر، إليزابيث شماتيرميير، فران باس: فيتجنشتاين فيترين - الثراء الحديث في فيينا، نيو هافن ولندن، 2016.[34]

## روابط خارجية
- متحف دالاس للفنون